# Lista odcinków serialu Przyjaciele

Logo serialu ukazywane w jego czołówce.

Amerykański serial komediowy, Przyjaciele został stworzony przez Davida Crane’a oraz Martę Kauffman i wyprodukowany przez Bright/Kauffman/Crane Productions ze współpracą z Warner Bros. Television dla stacji NBC. Serial rozpoczął się emisją odcinka pilotażowego 22 września 1994 roku, a zakończył swoją działalność po dziesięciu latach 6 maja 2004 roku wraz z wyemitowaniem ponad 236 odcinków. Każdy z odcinków trwa po 22–23 minuty, natomiast przez 30 minut – z przerwami na reklamy.
Serial opowiada o życiu sześciu przyjaciół mieszkających na Manhattanie w Nowym Jorku, którymi są Ross Geller (David Schwimmer), Rachel Greene (Jennifer Aniston), Monica Geller (Courteney Cox), Chandler Bing (Matthew Perry), Joey Tribbiani (Matt LeBlanc), a także Phoebe Buffay (Lisa Kudrow). Każdy z odcinków został nakręcony w Warner Bros. Studios w Burbank w Kalifornii. Jednakże finał czwartego sezonu, „Ten z weselem Rossa” był filmowany w Londynie naprzeciwko brytyjskiej widowni.
Oprócz odcinków, wyemitowano także ich wersje specjalne. Pierwszy z nich, Friends: The Stuff You’ve Never Seen miał swoją emisję 15 lutego 2001 roku tuż po premierze odcinka „Ten z nowym mózgiem Joeya”, w którym Conan O’Brien przeprowadza wywiad z obsadą serialu na jego planie w Central Perk – fikcyjnej kawiarence pojawiającej się w dużej liczbie odcinków, oraz wycinki z wcześniejszych odcinków. 6 maja 2004 roku premierę miały też dwa ostatnie specjały, pt. The One with All the Other Ones, jeszcze przed emisją ostatniego odcinka kończący serial, „Ten Ostatni”. Przedstawiają one w nich urywki z poprzednich odcinków i wywiady. Każdy sezon został wydany na kasetach VHS, płytach Blu-ray i DVD.

## Przegląd sezonów
| Sezon | Sezon | Odcinki | Odcinki | Premierowa emisja    | Premierowa emisja | Premierowa emisja | Premierowa emisja    | Premierowa emisja   | Premierowa emisja |
| Sezon | Sezon | Odcinki | Odcinki | Premiera             | Finał             | Stacja            | Premiera             | Finał               | Stacja            |
| ----- | ----- | ------- | ------- | -------------------- | ----------------- | ----------------- | -------------------- | ------------------- | ----------------- |
|       | 1     | 1–24    | 24      | 22 września 1994     | 18 maja 1995      | NBC               | 2 września 1996      | 3 października 1996 | Canal+ Polska     |
|       | 2     | 25–48   | 24      | 21 września 1995     | 16 maja 1996      | NBC               | 4 października 1996  | 8 listopada 1996    | Canal+ Polska     |
|       | 3     | 49–73   | 25      | 19 września 1996     | 15 maja 1997      | NBC               | 28 października 1997 | 12 grudnia 1997     | Canal+ Polska     |
|       | 4     | 74–97   | 24      | 25 września 1997     | 7 maja 1998       | NBC               | 15 czerwca 1998      | 15 sierpnia 1999    | Canal+ Polska     |
|       | 5     | 98–121  | 24      | 24 września 1998     | 20 maja 1999      | NBC               | 27 lutego 2000       | 6 sierpnia 2000     | Canal+ Polska     |
|       | 6     | 122–146 | 25      | 23 września 1999     | 18 maja 2000      | NBC               | 13 sierpnia 2000     | 28 stycznia 2001    | Canal+ Polska     |
|       | 7     | 147–170 | 24      | 12 października 2000 | 17 maja 2001      | NBC               | 5 sierpnia 2001      | 17 stycznia 2002    | Canal+ Polska     |
|       | 8     | 171–194 | 24      | 27 września 2001     | 16 maja 2002      | NBC               | 5 września 2002      | 13 lutego 2003      | Canal+ Polska     |
|       | 9     | 195–218 | 24      | 26 września 2002     | 15 maja 2003      | NBC               | 6 listopada 2003     | 15 kwietnia 2004    | Canal+ Polska     |
|       | 10    | 219–236 | 18      | 25 września 2003     | 6 maja 2004       | NBC               | 2 września 2004      | 30 grudnia 2004     | Canal+ Polska     |
|       | Film  | Film    | Film    | 27 maja 2021         | 27 maja 2021      | HBO Max           | 27 maja 2021         | 27 maja 2021        | HBO GO            |

## Seria 1: 1994–95
| 1 (1) | PilotThe One Where Monica Gets a RoommateThe One Where It All BeganThe First One | Ten, w którym Monica zdobywa współlokatorkę                           | James Burrows                   | Marta Kauffman & David Crane                                     | 22 września 1994     | 2 września 1996     |
| Do kawiarni Central Perk wchodzi Rachel i spotyka tam dawną koleżankę Monikę, jej brata Rossa oraz Phoebe, Joeya i Chandlera, trójkę ich przyjaciół. Ross jest przygnębiony z powodu swojego rozwodu, ale cieszy się ze spotkania z Rachel, w której był zakochany w liceum. |                                                                                  |                                                                       |                                 |                                                                  |                      |                     |
| 2 (2) | The One with the Sonogram at the End                                             | Ten z Sonogramem na końcu                                             | James Burrows                   | David Crane & Marta Kauffman                                     | 29 września 1994     | 3 września 1996     |
| Ross dowiaduje się, że jego była żona Carol (Anita Barone) jest z nim w ciąży i zamierza wychowywać dziecko ze swoją lesbijską partnerką Susan (Jessica Hecht). Monica stresuje się wizytą swoich rodziców. Rachel postanawia zwrócić pierścionek zaręczynowy byłemu narzeczonemu i odkrywa, że spędził on przeznaczony dla nich miesiąc miodowy z jej druhną Mindy.                             |                                                                                  |                                                                       |                                 |                                                                  |                      |                     |
| 3 (3) | The One with the Thumb                                                           | Ten z kciukiem                                                        | James Burrows                   | Jeff Astrof & Nanthida Ottesen                                   | 6 października 1994  | 4 września 1996     |
| Monika nie chce przedstawić przyjaciołom swojego nowego chłopaka, jako że zawsze śmiali się z jej poprzednich partnerów. Jednak ku jej zdziwieniu, są zachwyceni Alanem (Geoffrey Lower). Chandler znów zaczyna palić. Na skutek pomyłki w banku Phoebe dostaje 1000 dolarów, które oddaje bezdomnej. Ta aby się odwdzięczyć kupuje jej puszkę z napojem, w której Phoebe znajduje ludzki kciuk. |                                                                                  |                                                                       |                                 |                                                                  |                      |                     |
| 4 (4) | The One with George Stephanopoulos                                               | Ten z George’em Stephanopoulosem                                      | James Burrows                   | Alexa Junge                                                      | 13 października 1994 | 5 września 1996     |
| Joey i Chandler zabierają Rossa na mecz hokeja, aby przestał myśleć o swojej byłej żonie. Dziewczyny podglądają przez okno przystojnego polityka, George’a Stephanopoulosa, który mieszka po drugiej stronie ulicy. |                                                                                  |                                                                       |                                 |                                                                  |                      |                     |
| 5 (5) | The One with the East German Laundry Detergent                                   | Ten z niemieckim proszkiem do prania                                  | Jeff Greenstein & Svend Ottesen | Pamela Fryman                                                    | 20 października 1994 | 6 września 1996     |
| Rachel pierwszy raz w życiu idzie do pralni i wdaje się tam w kłótnię z sąsiadką. W pierwszym praniu pomaga jej Ross. Na podwójnej randce Monica udaje sympatię Joeya, który próbuje odzyskać byłą dziewczynę. Chandler usilnie stara się zerwać z Janice (Maggie Wheeler), co doprowadza go do uzależnienia od espresso.                                                                        |                                                                                  |                                                                       |                                 |                                                                  |                      |                     |
| 6 (6) | The One with the Butt                                                            | Ten z tyłkiem                                                         | Arlene Sanford                  | Adam Chase & Ira Ungerleider                                     | 27 października 1994 | 9 września 1996     |
| Przyjaciele oglądają fatalną sztukę teatralną, w której występuje Joey. Po przedstawieniu Joey zostaje wypatrzony przez agenta, a Chandler poznaje dziewczynę, która jak się później okazuje jest mężatką i ma już jednego kochanka. Joey dostaje rolę w filmie jako dubler pośladków Ala Pacino. Rachel sprząta mieszkanie, co nie podoba się Monice, która lubi robić porządek po swojemu.     |                                                                                  |                                                                       |                                 |                                                                  |                      |                     |
| 7 (7) | The One with the Blackout                                                        | Ten z zaciemnieniem I stała się ciemność (wersja z dubbingiem Canal+) | James Burrows                   | Jeff Astrof & Panida Ottesen                                     | 3 listopada 1994     | 10 września 1996    |
| Podczas awarii prądu w mieście, Chandler zostaje zamknięty w pomieszczeniu z bankomatem z modelką Jill Goodacre i próbuje jej zaimponować. Pozostali przyjaciele nudzą się w mieszkaniu Moniki. Ross postanawia wreszcie powiedzieć Rachel o swoich uczuciach, ale przeszkadza mu w tym kot, który jak się okazuje należy do sąsiada Rachel, przystojnego Włocha Paolo (Cosimo Fusco).           |                                                                                  |                                                                       |                                 |                                                                  |                      |                     |
| 8 (8) | The One Where Nana Dies Twice                                                    | Ten, w którym Nana umiera dwa razy                                    | James Burrows                   | Marta Kauffman & David Crane                                     | 10 listopada 1994    | 11 września 1996    |
| Umiera babcia Rossa i Moniki. W szpitalu na chwilę powraca do życia, ale za moment faktycznie umiera. Chandler zastanawia się, dlaczego wszyscy uważają go za geja. |                                                                                  |                                                                       |                                 |                                                                  |                      |                     |
| 9 (9) | The One Where Underdog Gets Away                                                 | Ten, w którym ucieka Super pies                                       | James Burrows                   | Jeff Greenstein & Allan Ottesen                                  | 17 listopada 1994    | 12 września 1996    |
| Zdjęcie Joeya zostaje użyte w kampanii na temat chorób wenerycznych. Ross i Monika spędzają Święto Dziękczynienia sami, ale ponieważ świąteczne plany pozostałych przyjaciół się zmieniają, ostatecznie wszyscy świętują u Moniki. |                                                                                  |                                                                       |                                 |                                                                  |                      |                     |
| 10 (10) | The One with the Monkey                                                          | Ten z małpą                                                           | Peter Bonerz                    | Adam Chase & Ira Underleider                                     | 15 grudnia 1994      | 13 września 1996    |
| Ross przychodzi na imprezę sylwestrową ze swoją nową małpką-kapucynką, Marcelem, który przypada do gustu wszystkim oprócz Moniki. Przyjaciele zawierają pakt, że nie umówią się z nikim na randkę w sylwestra. Phoebe zakochuje się w naukowcu, Davidzie (Hank Azaria), który wkrótce wyjeżdża za granicę.                                                                                       |                                                                                  |                                                                       |                                 |                                                                  |                      |                     |
| 11 (11) | The One with Mrs. Bing                                                           | Ten z Panią Bing                                                      | James Burrows                   | Alexa Junge                                                      | 5 stycznia 1995      | 16 września 1996    |
| Matka Chandlera (Morgan Fairchild), znana pisarka romansów, przyjeżdża do Nowego Jorku. Podczas kolacji Ross ją całuje. Monica i Phoebe powodują wypadek i postanawiają zaopiekować się przystojnym poszkodowanym. |                                                                                  |                                                                       |                                 |                                                                  |                      |                     |
| 12 (12) | The One with the Dozen Lasagnas                                                  | Ten z tuzinem Lasagne                                                 | Paul Lazarus                    | Jeff Astrof & Mike Sikowitz oraz Adam Chase & Ira Ungerleider    | 12 stycznia 1995     | 17 września 1996    |
| Ross poznaje płeć swojego dziecka. Rachel zrywa z Paolo, kiedy ten podrywa Phoebe. Monica robi 12 lazanii dla swojej cioci, lecz później okazuje się, że ciocia nie je mięsa. Chandler i Joey kupują piłkarzyki. |                                                                                  |                                                                       |                                 |                                                                  |                      |                     |
| 13 (13) | The One with the Boobies                                                         | Ten z cycuszkami                                                      | Alan Myerson                    | Alexa Junge                                                      | 19 stycznia 1995     | 18 września 1996    |
| Gdy Rachel nago wychodzi spod prysznica, przypadkiem widzi ją Chandler, co powoduje, że przyjaciele zaczynają się podglądać. Nowy chłopak Phoebe, który jest psychologiem, nie przypada do gustu przyjaciół. Joey odkrywa, że jego ojciec ma kochankę. |                                                                                  |                                                                       |                                 |                                                                  |                      |                     |
| 14 (14) | The One with the Candy Hearts                                                    | Ten z walentynkami                                                    | James Burrows                   | Bill Lawrence                                                    | 9 lutego 1995        | 19 września 1996    |
| W walentynki po raz pierwszy od rozwodu Ross idzie na randkę, ale w restauracji spotyka swoją byłą żonę Carol (Jane Sibbett) ze swoją partnerką. Joey umawia Chandlera na randkę w ciemno z kobietą, którą okazuje się Janice, była dziewczyna Chandlera. Phoebe, Rachel i Monica w ramach rytuału oczyszczającego palą wszystkie pamiątki po swoich byłych chłopakach.                          |                                                                                  |                                                                       |                                 |                                                                  |                      |                     |
| 15 (15) | The One with the Stoned Guy                                                      | Ten z naćpanym facetem                                                | Alan Myerson                    | Jeff Greenstein & Jeff Strauss                                   | 16 lutego 1995       | 20 września 1996    |
| W ramach rozmowy kwalifikacyjnej Monica przygotowuje posiłek dla restauratora (Jon Lovitz), który zachowuje się bardzo dziwnie. Po otrzymaniu awansu Chandler rezygnuje z pracy. Ross umawia się z dziewczyną, która ma nietypowe preferencje erotyczne. |                                                                                  |                                                                       |                                 |                                                                  |                      |                     |
| 16 (16) | The One with Two Parts (1)                                                       | Ten z dwoma częściami (1)                                             | Michael Lembeck                 | Marta Kauffman & David Crane                                     | 23 lutego 1995       | 23 września 1996    |
| Joey spotyka się z Ursulą, bliźniaczą siostrą Phoebe. Chandler musi zwolnić dziewczynę, która mu się podoba. Ross wraz z Carol i Susan uczęszcza na zajęcia w szkole rodzenia. |                                                                                  |                                                                       |                                 |                                                                  |                      |                     |
| 17 (17) | The One with Two Parts (2)                                                       | Ten z dwoma częściami (2)                                             | Michael Lembeck                 | David Crane & Marta Kauffman                                     | 23 lutego 1995       | 24 września 1996    |
| Podczas zdejmowania świątecznych dekoracji Rachel skręca sobie nogę, ale ponieważ nie jest ubezpieczona podaje się w szpitalu za Monikę. Tam poznają dwóch przystojnych lekarzy: dra Mitchella (George Clooney) i dra Rosena (Noah Wyle). Ross obawia się, że nie jest gotowy do roli ojca. Joey spędza z Ursulą jej urodziny.                                                                   |                                                                                  |                                                                       |                                 |                                                                  |                      |                     |
| 18 (18) | The One with All the Poker                                                       | Ten z Pokerem                                                         | James Burrows                   | Jeff Astrof & Mike Sikowitz                                      | 2 marca 1995         | 25 września 1996    |
| Rachel stara się o pracę w sklepie Saks Fifth Avenue. Dziewczyny stawiają czoła chłopakom w pokera. |                                                                                  |                                                                       |                                 |                                                                  |                      |                     |
| 19 (19) | The One Where the Monkey Gets Away                                               | Ten, w którym małpa ucieka                                            | Peter Bonerz                    | Jeff Astrof & Mike Sikowitz                                      | 9 marca 1995         | 26 września 1996    |
| Gdy Rachel opiekuje się Marcelem, ten wymyka się jej z mieszkania. Ross wreszcie decyduje się na odważniejszy krok w kierunku Rachel. Niestety, przeszkadza mu Barry (Mitchell Whitfield), który mówi Rachel, że wciąż ją kocha. |                                                                                  |                                                                       |                                 |                                                                  |                      |                     |
| 20 (20) | The One with the Evil Orthodontist                                               | Ten ze złym ortodontą                                                 | Peter Bonerz                    | Doty Abrams                                                      | 6 kwietnia 1995      | 27 września 1996    |
| Rachel i Barry znów zaczynają się spotykać, choć Barry jest zaręczony z Mindy (Jennifer Grey), która chce, by Rachel była druhną na ich ślubie. Dziewczyna, która podoba się Chandlerowi, nie odpowiada na jego telefony. Sąsiad przyjaciół podgląda ich przez teleskop. |                                                                                  |                                                                       |                                 |                                                                  |                      |                     |
| 21 (21) | The One with the Fake Monica                                                     | Ten z fałszywą Monicą                                                 | Gail Mancuso                    | Adam Chase & Ira Ungerleider                                     | 27 kwietnia 1995     | 30 września 1996    |
| Monica zaprzyjaźnia się z kobietą, która ukradła jej kartę kredytową. Ross musi pozbyć się Marcela, który osiągnął dojrzałość płciową i musi przebywać z innymi małpami. |                                                                                  |                                                                       |                                 |                                                                  |                      |                     |
| 22 (22) | The One with the Ick Factor                                                      | Ten z licealistą                                                      | Robby Benson                    | Alexa Junge                                                      | 4 maja 1995          | 1 października 1996 |
| Monica spędza noc z młodszym chłopakiem, który jak się później okazuje nie skończył jeszcze liceum. Rachel ma erotyczne sny, w których pojawiają się Joey i Chandler, co denerwuje Rossa. Phoebe zatrudnia się tymczasowo jako sekretarka Chandlera i odkrywa, że koledzy z pracy go nie lubią.                                                                                                  |                                                                                  |                                                                       |                                 |                                                                  |                      |                     |
| 23 (23) | The One with the Birth                                                           | Ten z narodzinami                                                     | James Burrows                   | David Crane & Marta Kauffman oraz Jeff Greenstein & Jeff Strauss | 11 maja 1995         | 2 października 1996 |
| Carol zaczyna rodzić i wszyscy towarzyszą jej w szpitalu. Monica i Chandler zastanawiają się kiedy sami zostaną rodzicami. Kiedy Ross i Susan kłócą się, Phoebe niechcący zamyka się z nimi w pomieszczeniu technicznym. Na świat przychodzi syn Rossa i Carol, Ben. |                                                                                  |                                                                       |                                 |                                                                  |                      |                     |
| 24 (24) | The One Where Rachel Finds Out                                                   | Ten, w którym Rachel się dowiaduje                                    | Kevin S. Bright                 | Chris Brown                                                      | 18 maja 1995         | 3 października 1996 |
| Joey nie może iść do łóżka ze swoją nową dziewczyną, ponieważ bierze udział w badaniach nad płodnością. Na swoich urodzinach Rachel przypadkiem dowiaduje się od Chandlera, że Ross jest w niej zakochany. Ponieważ Ross jest w delegacji w Chinach, Rachel postanawia przywitać go na lotnisku, gdy wróci.                                                                                      |                                                                                  |                                                                       |                                 |                                                                  |                      |                     |

## Seria 2: 1995–96
| 1 (25) | The One with Ross’s New Girlfriend        | Ten z nową dziewczyną Rossa              | 21 września 1995     | 4 października 1996  |
| Ross przyleciał z Chin ze swoją nową dziewczyną, Julie (Lauren Tom). Monica chce, żeby Phoebe obcięła jej włosy, ale fryzura nie udaje się. Chandler udaje się do krawca Joeya, który ma specyficzne metody. Rachel w desperacji idzie do łóżka z Paolo. |                                           |                                          |                      |                      |
| 2 (26) | The One with the Breast Milk              | Ten z mlekiem z piersi                   | 28 września 1995     | 7 października 1996  |
| Chłopców krępuje to, że Carol karmi Bena piersią. Rachel denerwuje fakt, że Monica zaprzyjaźnia się z Julie. Joey pracuje w sklepie, gdzie nowy kolega wkracza na jego teren. |                                           |                                          |                      |                      |
| 3 (27) | The One Where Heckles Dies                | Ten, w którym Heckles umiera             | 5 października 1995  | 8 października 1996  |
| Sąsiad przyjaciół z dołu, pan Heckles (Larry Hankin), który często narzeka na hałasy dochodzące z mieszkania dziewczyn, umiera i zostawia wszystkie swoje rzeczy Monice i Rachel. Okazuje się, że jego mieszkanie to wielki bałagan, a przeglądając jego rzeczy, Chandler odkrywa, że jest bardzo podobny do nieżyjącego sąsiada i obawia się, że też kiedyś umrze w samotności. Ross i Phoebe wdają się w zawziętą dyskusję na temat ewolucji. |                                           |                                          |                      |                      |
| 4 (28) | The One with Phoebe’s Husband             | Ten z mężem Phoebe                       | 12 października 1995 | 9 października 1996  |
| Przyjaciele dowiadują się, że kilka lat temu Phoebe wyszła za mąż za geja, kanadyjskiego tancerza na lodzie (Steve Zahn), by mógł dostać zieloną kartę. Phoebe nadal go kocha, ale ten pojawia się w Nowym Jorku i prosi o rozwód, ponieważ odkrywa, że nie jest homoseksualistą i chce się ponownie ożenić. Przy tej okazji przyjaciele wzajemnie zdradzają swoje inne tajemnice.                                                              |                                           |                                          |                      |                      |
| 5 (29) | The One with Five Steaks and an Eggplant  | Ten z pięcioma stekami i bakłażanem      | 19 października 1995 | 10 października 1996 |
| Chandler odbiera telefon od kobiety, która chciała dodzwonić się do swojego byłego chłopaka, Boba. Przyjaciele idą do restauracji, by uczcić urodziny Rossa, ale Rachel, Joey i Phoebe czują się skrępowani, ponieważ nie zarabiają tyle ile pozostała trójka. Monica zostaje zwolniona z pracy. |                                           |                                          |                      |                      |
| 6 (30) | The One with the Baby on the Bus          | Ten z dzieckiem w autobusie              | 2 listopada 1995     | 11 października 1996 |
| Gdy Monica zabiera zaatakowanego przez alergię Rossa do szpitala, Joey i Chandler zostają poproszeni o pomoc w przypilnowaniu Bena. Używając dziecka jako przynęty, podrywają na nie dziewczyny. Przypadkiem zostawiają chłopca w autobusie. Phoebe zostaje zwolniona z posady w kawiarni Central Perk. |                                           |                                          |                      |                      |
| 7 (31) | The One Where Ross Finds Out              | Ten, w którym Ross się dowiaduje         | 9 listopada 1995     | 14 października 1996 |
| Na nieudanej randce pijana Rachel dzwoni do Rossa, by powiedzieć mu, że ma go już za sobą. Chłopak Phoebe nie chce się z nią kochać. Ross ma opory przed zakupieniem kota z Julie. Monica pomaga Chandlerowi zrzucić nadwagę. |                                           |                                          |                      |                      |
| 8 (32) | The One with the List                     | Ten z listą                              | 16 listopada 1995    | 15 października 1996 |
| Ross musi wybrać między Julie a Rachel, więc Chandler i Joey pomagają mu spisać listę wad obu kobiet. Ostatecznie wybiera Rachel, lecz ta odkrywa jego listę i obraża się na Rossa. Monica ubiega się o pracę. |                                           |                                          |                      |                      |
| 9 (33) | The One with Phoebe’s Dad                 | Ten z ojcem Phoebe                       | 14 grudnia 1995      | 16 października 1996 |
| Phoebe dowiaduje się, że rzekome zdjęcie jej ojca, które pokazywała jej babcia, w rzeczywistości jest zdjęciem modela. Dziewczyna próbuje więc poznać swojego prawdziwego ojca. Ross proponuje Rachel, aby w ramach odreagowania stworzyła listę jego wad. |                                           |                                          |                      |                      |
| 10 (34) | The One with Russ                         | Ten z Russem                             | 4 stycznia 1996      | 17 października 1996 |
| Chłopak Moniki, Bobby (Vincent Ventresca), ma problemy z alkoholem. Gdy udaje mu się zerwać z nałogiem, Monica odkrywa, że jest nudny. Joey dostaje rolę doktora Drake’a Ramoray w operze mydlanej Dni naszego życia. Nowy chłopak Rachel, Russ, jest bardzo podobny do Rossa. |                                           |                                          |                      |                      |
| 11 (35) | The One with the Lesbian Wedding          | Ten z lesbijskim weselem                 | 18 stycznia 1996     | 18 października 1996 |
| Carol i Susan pobierają się. Monica zajmuje się cateringiem na ich weselu. W Phoebe wstępuje duch 82-letniej klientki, która zmarła na jej stole do masażu. Matka Rachel (Marlo Thomas) oznajmia córce, że rozwodzi się z jej ojcem. Joey zdradza przyjaciołom sztuczki aktorskie, których używa na planie serialu. |                                           |                                          |                      |                      |
| 12 (36) | The One After the Superbowl, Part One     | Ten po Super Pucharze, część pierwsza    | 28 stycznia 1996     | 21 października 1996 |
| Ross odkrywa, że Marcel występuje w reklamach telewizyjnych. Phoebe prezentuje swoje piosenki dzieciom w bibliotece. Joey spotyka się z dziewczyną (Brooke Shields), która uważa go za prawdziwego Drake’a Ramoray. |                                           |                                          |                      |                      |
| 13 (37) | The One After the Superbowl, Part Two     | Ten po Super Pucharze, część druga       | 28 stycznia 1996     | 22 października 1996 |
| Rachel pomaga Monice nawiązać znajomość z aktorem Jean-Claude’em Van Damme’em, który w Nowym Jorku kręci film. Ostatecznie jednak sama umawia się z nim na randkę. Chandler spotyka koleżankę ze szkoły (Julia Roberts), w której się kiedyś podkochiwał, i umawia się z nią na randkę. |                                           |                                          |                      |                      |
| 14 (38) | The One with the Prom Video               | Ten z wideo z balu maturalnego           | 1 lutego 1996        | 23 października 1996 |
| Rodzice Moniki i Rossa przynoszą im film z przygotowań do balu maturalnego Moniki i Rachel. Joey kupuje Chandlerowi złotą bransoletkę. Monica ma problemy ze znalezieniem pracy. |                                           |                                          |                      |                      |
| 15 (39) | The One Where Ross and Rachel... You Know | Ten, w którym Ross i Rachel... No wiecie | 8 lutego 1996        | 24 października 1996 |
| Monica spotyka po latach okulistę Richarda Burke (Tom Selleck), przyjaciela rodziny Gellerów, i zaczyna się z nim umawiać. Ross i Rachel nareszcie idą na pierwszą randkę. Joey kupuje dwa wygodne fotele i duży telewizor. |                                           |                                          |                      |                      |
| 16 (40) | The One Where Joey Moves Out              | Ten, w którym Joey się wyprowadza        | 15 lutego 1996       | 28 października 1996 |
| Monica i Ross uczestniczą w przyjęciu urodzinowym ich ojca, gdzie wszyscy mówią o romansie Richarda z młodszą kobietą. Joey wyprowadza się do większego mieszkania. Phoebe namawia Rachel na tatuaż. |                                           |                                          |                      |                      |
| 17 (41) | The One Where Eddie Moves In              | Ten, w którym Eddie się wprowadza        | 22 lutego 1996       | 30 października 1996 |
| Phoebe nagrywa teledysk do piosenki Smelly Cat, na którym głos podkłada ktoś inny. Joey chce ponownie zamieszkać z Chandlerem, lecz ten ma już nowego współlokatora, Eddiego (Adam Goldberg). Ross doprowadza Monikę do szału, spędzając bardzo dużo czasu w jej mieszkaniu. |                                           |                                          |                      |                      |
| 18 (42) | The One Where Dr. Ramoray Dies            | Ten, w którym umiera Dr. Ramoray         | 21 marca 1996        | 31 października 1996 |
| Phoebe pomaga Chandlerowi zaprzyjaźnić się z Eddiem. Joey mówi w wywiadzie dla gazety, że jest autorem wielu swoich kwestii w serialu, po czym obrażony scenarzysta uśmierca jego postać. Ross przejmuje się tym, że poprzedni związek Rachel był pełen namiętności. Monica dowiaduje się, że jest dopiero drugą kobietą w życiu Richarda. |                                           |                                          |                      |                      |
| 19 (43) | The One Where Eddie Won’t Go              | Ten, w którym Eddie nie chce się wynieść | 28 marca 1996        | 1 listopada 1996     |
| Chandler chce, by Eddie się wyprowadził. Joey nie ma pieniędzy po utracie pracy w serialu. Dziewczyny są zachwycone książką „Windkeeper”. |                                           |                                          |                      |                      |
| 20 (44) | The One Where Old Yeller Dies             | Ten, w którym umiera Stary Szczekacz     | 4 kwietnia 1996      | 4 listopada 1996     |
| Monica jest zazdrosna o Richarda, który coraz więcej czasu spędza z Joeyem i Chandlerem. Rachel stresuje fakt, że Ross powoli zaczyna planować ich wspólną przyszłość. Ross chce usłyszeć pierwsze słowo Bena. Phoebe odkrywa, że jej matka nigdy nie pokazywała jej smutnych zakończeń filmów, aby uchronić ją przed cierpieniem. |                                           |                                          |                      |                      |
| 21 (45) | The One with the Bullies                  | Ten z brutalami                          | 25 kwietnia 1996     | 5 listopada 1996     |
| Chandler i Ross chcą odzyskać miejsce na sofie w kawiarni Central Perk. Phoebe poznaje swojego przyrodniego brata, Franka (Giovanni Ribisi). Monica stara się o pracę w restauracji, gdzie obsługa nosi kostiumy z lat 50. |                                           |                                          |                      |                      |
| 22 (46) | The One with the Two Parties              | Ten z dwoma przyjęciami                  | 2 maja 1996          | 6 listopada 1996     |
| Przyjaciele szykują urodzinowe przyjęcie-niespodziankę dla Rachel, ale gdy przychodzą oboje rodzice Rachel, impreza zostaje podzielona na pół. |                                           |                                          |                      |                      |
| 23 (47) | The One with the Chicken Pox              | Ten z ospą                               | 9 maja 1996          | 7 listopada 1996     |
| Phoebe choruje na ospę wietrzną akurat gdy jej dawna miłość, marynarz Ryan (Charlie Sheen) przyjeżdża do miasta. Chandler załatwia Joey'owi pracę w swojej firmie. Monica denerwuje się tym, że Richard nie ma żadnych obsesji. |                                           |                                          |                      |                      |
| 24 (48) | The One with Barry and Mindy’s Wedding    | Ten z weselem Barry’ego i Mindy          | 16 maja 1996         | 8 listopada 1996     |
| By dostać rolę w filmie, Joey musi pocałować innego mężczyznę. Chandler poznaje przez internet intrygującą dziewczynę. Monica zrywa z Richardem, ponieważ ten nie chce mieć więcej dzieci. Rachel czuje się nieswojo na weselu Barry’ego i Mindy. |                                           |                                          |                      |                      |

## Seria 4: 1997–98
| 1 (74) | The One with the Jellyfish              | Ten z meduzą Meduza (wersja z dubbingiem Canal+)                                            | 25 września 1997     | 15 czerwca 1998  |
| Ross i Rachel reaktywują swój związek, ale nie trwa on długo. Phoebe godzi się ze swoją biologiczną matką. Monica zostaje oparzona przez meduzę. |                                         |                                                                                             |                      |                  |
| 2 (75) | The One with the Cat                    | Ten z kotem                                                                                 | 2 października 1997  | 16 czerwca 1998  |
| Do pokrowca gitary Phoebe wskakuje kot. Phoebe jest przekonana, że zwierzę jest drugim wcieleniem jej matki. Joey i Chandler sprzedają stary regał, ale jeden z kupców okazuje się złodziejem. Monica umawia się z byłym chłopakiem Rachel, Chipem (Dan Gauthier).                                                         |                                         |                                                                                             |                      |                  |
| 3 (76) | The One with the Cuffs                  | Ten z kajdankami                                                                            | 9 października 1997  | 17 czerwca 1998  |
| Monica zajmuje się cateringiem na przyjęciu swojej krytycznej matki (Christina Pickles). Chce jej zaimponować, lecz jeden z jej tipsów wpada do przygotowywanej potrawy. Chandler ponownie spotyka się z szefową Rachel, Joanną, która w ramach zabawy zakłada mu kajdanki.                                                |                                         |                                                                                             |                      |                  |
| 4 (77) | The One with the Ballroom Dancing       | Ten z tańcem w sali balowej Zabawa taneczna (wersja z dubbingiem Canal+)                    | 16 października 1997 | 18 czerwca 1998  |
| Dozorca budynku (Michael G. Hagerty), w którym mieszkają Monica i Rachel, chce donieść właścicielowi domu, że dziewczyny wynajmują lokal nielegalnie. Joey łagodzi sytuację, udzielając mężczyźnie lekcji tańca. Phoebe flirtuje z żonatym klientem i traci pracę. Chandler próbuje zrezygnować z siłowni.                 |                                         |                                                                                             |                      |                  |
| 5 (78) | The One with Joey’s New Girlfriend      | Ten z nową dziewczyną Joeya                                                                 | 30 października 1997 | 19 czerwca 1998  |
| Chandler jest zakochany w nowej dziewczynie Joeya, Kathy (Paget Brewster). Rachel, zazdrosna o nowy związek Rossa, spotyka się ze studentem, który ją okrada. Z powodu przeziębienia głos Phoebe staje się seksowny, więc dziewczyna chce chorować jak najdłużej.                                                          |                                         |                                                                                             |                      |                  |
| 6 (79) | The One with the Dirty Girl             | Ten z brudną dziewczyną                                                                     | 6 listopada 1997     | 22 czerwca 1998  |
| Ross spotyka się z Cheryl (Rebecca Romijn), piękną paleontolog, która nie dba o porządek. Chandler kupuje Kathy prezent urodzinowy. Phoebe i Monica zakładają firmę cateringową, ale ich pierwsza klientka nie chce im zapłacić.                                                                                           |                                         |                                                                                             |                      |                  |
| 7 (80) | The One Where Chandler Crosses the Line | Ten, w którym Chandler przekracza granicę                                                   | 13 listopada 1997    | 23 czerwca 1998  |
| Chandler całuje się z Kathy, za co Joey się na niego gniewa. Ross nieudolnie gra na keyboardzie. |                                         |                                                                                             |                      |                  |
| 8 (81) | The One with Chandler in a Box          | Ten z Chandlerem w skrzyni                                                                  | 20 listopada 1997    | 24 czerwca 1998  |
| Przez niefortunny wypadek Monica trafia do okulisty, którym okazuje się przystojny syna Richarda, Tim (Michael Vartan). Joey wymierza Chandlerowi karę za romans z Kathy, każąc mu siedzieć w drewnianej skrzyni. |                                         |                                                                                             |                      |                  |
| 9 (82) | The One Where They’re Going to Party    | Ten, w którym wszyscy idą na przyjęcie                                                      | 11 grudnia 1997      | 25 czerwca 1998  |
| Monica dostaje propozycję pracy jako szef kuchni i musi zrezygnować ze współpracy z Phoebe, której pomaga znaleźć nowe zajęcie. Joanna robi wszystko, by Rachel nie awansowała. Chłopcy idą na imprezę, ale nie sprawia im to takiej frajdy jak kiedyś.                                                                    |                                         |                                                                                             |                      |                  |
| 10 (83) | The One with the Girl from Poughkeepsie | Ten z dziewczyną z Poughkeepsie                                                             | 18 grudnia 1997      | 29 czerwca 1998  |
| Monica ma problemy w pracy, ponieważ nikt jej nie słucha i nie lubi. Joey pomaga jej w nabraniu pewności siebie. Chandler umawia Rachel na randkę ze swoim współpracownikiem. Ross poznaje dziewczynę, która mieszka w Poughkeepsie i musi do niej dojeżdżać.                                                              |                                         |                                                                                             |                      |                  |
| 11 (84) | The One with Phoebe’s Uterus            | Ten z macicą Phoebe                                                                         | 8 stycznia 1998      | 30 czerwca 1998  |
| Przyrodni brat Phoebe, Frank i jego żona Alice proszą Phoebe, by została matką zastępczą ich dziecka. Monica uczy Chandlera stref erogennych u kobiet. Joey zatrudnia się jako przewodnik w muzeum Rossa. |                                         |                                                                                             |                      |                  |
| 12 (85) | The One with the Embryos                | Ten z embrionami                                                                            | 15 stycznia 1998     | 9 maja 1999      |
| Monica i Rachel zakładają się z Joeyem i Chandlerem, kto kogo lepiej zna. Aby rozstrzygnąć spór, Ross organizuje dla nich konkurs. Phoebe poddaje się zabiegowi sztucznego zapłodnienia. |                                         |                                                                                             |                      |                  |
| 13 (86) | The One with Rachel’s Crush             | Ten z zadurzeniem Rachel                                                                    | 15 stycznia 1998     | 16 maja 1999     |
| Chandler jest zazdrosny o Kathy, która odgrywa w teatrze sceny erotyczne. Rachel podoba się jej klient, Joshua (Tate Donovan). Monica dekoruje swoje nowe mieszkanie. |                                         |                                                                                             |                      |                  |
| 14 (87) | The One with Joey’s Dirty Day           | Ten z brudnym dniem Joeya                                                                   | 5 lutego 1998        | 30 maja 1999     |
| Joshua zaprasza Rachel na otwarcie swojego klubu, ale ona wcześniej obiecała szefowi, że zabierze jego siostrzenicę, Emily (Helen Baxendale), do opery. Z kłopotu wybawia ją Ross. Joey wraca z wyprawy na ryby, na której się nie mył. Phoebe, Rachel i Monica pomagają Chandlerowi wyjść z depresji po zerwaniu z Kathy. |                                         |                                                                                             |                      |                  |
| 15 (88) | The One with All the Rugby              | Ten z Rugby                                                                                 | 26 lutego 1998       | 6 czerwca 1999   |
| Ross chce zaimponować Emily grając w rugby z jej kolegami z Anglii. W salonie piękności Chandler spotyka Janice i aby od niej uciec, symuluje swój wylot do Jemenu. |                                         |                                                                                             |                      |                  |
| 16 (89) | The One with the Fake Party             | Ten z fałszywym przyjęciem                                                                  | 19 marca 1998        | 20 czerwca 1999  |
| Przed powrotem Emily do Anglii Rachel wydaje dla niej przyjęcie pod pretekstem zaproszenia na nie Joshuy, którego chce uwieść. Ciężarna Phoebe ma ochotę na mięso choć jest wegetarianką. |                                         |                                                                                             |                      |                  |
| 17 (90) | The One with the Free Porn              | Ten z darmowym porno                                                                        | 26 marca 1998        | 27 czerwca 1999  |
| Joey i Chandler odkrywają darmowy erotyczny kanał telewizyjny. Ross wyznaje miłość Emily, ale ona nie odpowiada tym samym i wraca do Anglii. Phoebe planuje założyć salon masażu w samochodzie. |                                         |                                                                                             |                      |                  |
| 18 (91) | The One with Rachel’s New Dress         | Ten z nową sukienką Rachel                                                                  | 2 kwietnia 1998      | 4 lipca 1999     |
| Joshua zaprasza Rachel do domu swoich rodziców, którzy rzekomo wyjechali za miasto. Gdy niespodziewanie wracają, zastają ją w bieliźnie. Phoebe zastanawia się nad wyborem imienia dla jednego z trojaczków. Ross jest zazdrosny o Emily, która w Londynie zaprzyjaźnia się z partnerką Carol, Susan.                      |                                         |                                                                                             |                      |                  |
| 19 (92) | The One with All the Haste              | Ten z pośpiechem Czy nie za prędko? (wersja z dubbingiem Canal+)                            | 9 kwietnia 1998      | 11 lipca 1999    |
| Monica i Rachel próbują z powrotem zamienić się z chłopcami na mieszkania. Ross i Emily zaręczają się. |                                         |                                                                                             |                      |                  |
| 20 (93) | The One with All the Wedding Dresses    | Ten z sukniami ślubnymi Suknie ślubne (wersja z dubbingiem Canal+)                          | 16 kwietnia 1998     | 18 lipca 1999    |
| Chandler wysyła Joeya do kliniki, która zajmuje się leczeniem chrapania. Dziewczyny odbierają suknię ślubną Emily i przymierzają inne suknie. Joshua odrzuca oświadczyny Rachel. |                                         |                                                                                             |                      |                  |
| 21 (94) | The One with the Invitation             | Ten z zaproszeniami                                                                         | 23 kwietnia 1998     | 25 lipca 1999    |
| Ross i Emily wysyłają zaproszenia na swój londyński ślub. Emily nie chce, by na ceremonii obecna była Rachel. Phoebe rezygnuje z wyjazdu, ponieważ nie może lecieć samolotem ze względu na ciążę. |                                         |                                                                                             |                      |                  |
| 22 (95) | The One with the Worst Best Man Ever    | Ten z najgorszym drużbą                                                                     | 30 kwietnia 1998     | 1 sierpnia 1999  |
| Phoebe cierpi na huśtawkę nastrojów. Monica i Rachel zazdroszczą kolegom wieczoru kawalerskiego, wyprawiają więc przyjęcie z okazji ciąży Phoebe. Joey gubi obrączki Rossa. |                                         |                                                                                             |                      |                  |
| 23 (96) | The One with Ross’s Wedding, Part One   | Ten z weselem Rossa, Część Pierwsza Ślub Rossa, część pierwsza (wersja z dubbingiem Canal+) | 7 maja 1998          | 8 sierpnia 1999  |
| Przyjaciele wylatują do Londynu na ślub Rossa i Emily. W Nowym Jorku pozostają Rachel i ciężarna Phoebe. Rachel zdaje sobie sprawę, że wciąż kocha Rossa, więc leci za nim do Anglii. Joey i Chandler zwiedzają Londyn. |                                         |                                                                                             |                      |                  |
| 24 (97) | The One with Ross’s Wedding, Part Two   | Ten z weselem Rossa, Część Druga Ślub Rossa, część druga (wersja z dubbingiem Canal+)       | 7 maja 1998          | 15 sierpnia 1999 |
| Rachel chce wyznać Rossowi miłość, ale rezygnuje, widząc go z Emily. Rodzice Emily chcą naciągnąć rodziców Rossa na opłacenie całego wesela, a także remontu ich domu. Kiedy pijany gość weselny myli Monikę z matką Rossa, Chandler ją pociesza aż lądują w łóżku. Podczas przysięgi Ross wymawia niewłaściwe imię.       |                                         |                                                                                             |                      |                  |

## Seria 6: 1999–2000
| 1 (122) | The One After Vegas                      | Ten po Vegas                                                                                       | 23 września 1999     | 13 sierpnia 2000 (Canal+ Polska), 4 marca 2003 (Polsat)         |
| Ross i Rachel budzą się w łóżku, nie pamiętając wydarzeń z poprzedniego wieczora, kiedy po pijanemu wzięli ślub. Chandler zwierza się Joeyowi, że zbyt pochopnie zastanawiają się z Moniką nad ślubem. Joey wraca z Phoebe do Nowego Jorku taksówką jej babci. |                                          | |                      |                                                                 |
| 2 (123) | The One Where Ross Hugs Rachel           | Ten, w którym Ross przytula Rachel                                                                 | 20 września 1999     | 20 sierpnia 2000 (Canal+ Polska), 6 marca 2003 (Polsat)         |
| Chandler i Monica postanawiają razem zamieszkać. Rachel nalega, aby Ross anulował ich małżeństwo. |                                          | |                      |                                                                 |
| 3 (124) | The One with Ross’s Denial               | Ten z odmową Rossa                                                                                 | 7 października 1999  | 27 sierpnia 2000 (Canal+ Polska), 11 marca 2003 (Polsat)        |
| Rachel szuka nowego pokoju do wynajęcia, więc Ross proponuje, by z nim zamieszkała. Joey szuka nowego współlokatora. Chandler i Monica kłócą się na temat tego, jak urządzić pusty pokój. |                                          | |                      |                                                                 |
| 4 (125) | The One Where Joey Loses His Insurance   | Ten, w którym Joey traci swoje ubezpieczenie                                                       | 14 października 1999 | 3 września 2000 (Canal+ Polska), 13 marca 2003 (Polsat)         |
| Mija termin ubezpieczenia zdrowotnego Joeya kiedy ten akurat dostaje przepukliny. Ross otrzymuje tymczasową pracę jako wykładowca na uniwersytecie, jednak z powodu tremy prowadzi zajęcia z brytyjskim akcentem. Phoebe przygotowuje się na śmierć, którą przepowiedziała jej wróżka. |                                          | |                      |                                                                 |
| 5 (126) | The One with Joey’s Porsche              | Ten z Porsche Joeya                                                                                | 21 października 1999 | 10 września 2000 (Canal+ Polska), 18 marca 2003 (Polsat)        |
| Joey znajduje kluczyki do porsche, które stoi na ulicy. Rachel postanawia wprowadzić się do Phoebe, a gdy dowiaduje się, że jej małżeństwo z Rossem nadal jest ważne, sama zajmuje się dokumentami rozwodowymi. Chandler połyka zabawkę i gdy Monica zabiera go do szpitala, Phoebe sama opiekuje się trojaczkami Franka i Alice.                                                                                                   |                                          | |                      |                                                                 |
| 6 (127) | The One on the Last Night                | Ten na ostatniej nocy Ostatni wieczór (wersja z dubbingiem Canal+)                                 | 4 listopada 1999     | 17 września 2000 (Canal+ Polska), 20 marca 2003 (Polsat)        |
| Joey ma za mało pieniędzy, aby opłacić rachunki, a gdy nie chce przyjąć pożyczki od Chandlera, ten wymyśla grę, w której daje Joeyowi wygrać. Rachel wyprowadza się od Moniki, ale towarzyszy temu poważna kłótnia. |                                          | |                      |                                                                 |
| 7 (128) | The One Where Phoebe Runs                | Ten, w którym Phoebe biega                                                                         | 11 listopada 1999    | 24 września 2000 (Canal+ Polska), 25 marca 2003 (Polsat)        |
| Joey znajduje nową piękną współlokatorkę Janine (Elle Macpherson), tancerkę z Australii. Rachel i Phoebe uprawiają razem jogging, ale okazuje się, że Phoebe śmiesznie biega. Chandler sprząta mieszkanie, ale Monice nie podoba się to, że przesunął wszystkie meble. |                                          | |                      |                                                                 |
| 8 (129) | The One with Ross’ Teeth                 | Ten z zębami Rossa                                                                                 | 18 listopada 1999    | 1 października 2000 (Canal+ Polska), 27 marca 2003 (Polsat)     |
| Ross za bardzo wybiela zęby przed randką. Joey obawia się, że dzięki Janine ich mieszkanie staje się zbyt kobiece. Rachel pozwala Phoebe skorzystać z ksero u siebie w pracy, po czym okazuje się, że Phoebe całowała się tam z Ralphem Laurenem. |                                          | |                      |                                                                 |
| 9 (130) | The One Where Ross Got High              | Ten, w którym Ross się naćpał                                                                      | 25 listopada 1999    | 8 października 2000 (Canal+ Polska), 1 kwietnia 2003 (Polsat)   |
| Rodzice Moniki i Rossa odwiedzają córkę w Święto Dziękczynienia, nie wiedząc, że mieszka ona z Chandlerem, którego nie lubią. Rachel robi dziwny świąteczny deser. |                                          | |                      |                                                                 |
| 10 (131) | The One with the Routine                 | Ten z układem tanecznym                                                                            | 16 grudnia 1999      | 15 października 2000 (Canal+ Polska), 3 kwietnia 2003 (Polsat)  |
| Janine bierze udział w nagraniu sylwestrowego programu telewizyjnego i zaprasza do niego również Joeya, Monikę i Rossa. Rodzeństwo chce za wszelką cenę zwrócić na siebie uwagę i wykonuje w studio własny układ taneczny. Rachel, Chandler i Phoebe szukają prezentów, jakie Monica im kupiła na święta. |                                          | |                      |                                                                 |
| 11 (132) | The One with the Apothecary Table        | Ten ze stołem aptekarskim                                                                          | 6 stycznia 2000      | 22 października 2000 (Canal+ Polska), 8 kwietnia 2003 (Polsat)  |
| Rachel zamawia nowy stolik do wspólnego mieszkania, ale gdy dowiaduje się, że Phoebe nie lubi komercyjnie produkowanych mebli, udaje, że to antyk znaleziony na pchlim targu. Joey, Janine, Monica i Chandler wspólnie spędzają wieczór, po którym okazuje się, że Janine irytują przyjaciele Joeya. |                                          | |                      |                                                                 |
| 12 (133) | The One with the Joke                    | Ten z żartem                                                                                       | 13 stycznia 2000     | 29 października 2000 (Canal+ Polska), 10 kwietnia 2003 (Polsat) |
| Magazyn Playboy drukuje dowcip, który przysłał Ross, ale Chandler twierdzi, że to on jest jego autorem. Dziewczyny oglądają razem czasopismo i zastanawiają się, z którą z przyjaciółek najchętniej umówiłyby się na randkę. Joey zaczyna pracować w kawiarni Central Perk jako kelner, ale próbuje zachować to w tajemnicy przed przyjaciółmi.                                                                                     |                                          | |                      |                                                                 |
| 13 (134) | The One with Rachel’s Sister             | Ten z siostrą Rachel                                                                               | 3 lutego 2000        | 5 listopada 2000 (Canal+ Polska), 15 kwietnia 2003 (Polsat)     |
| Rachel odwiedza jej młodsza siostra, piękna Jill (Reese Witherspoon), z którą Ross umawia się na randkę. Monica jest chora, ale udaje, że wszystko jest w porządku. Joey rozdaje pięknym klientkom smakołyki w kawiarni. |                                          | |                      |                                                                 |
| 14 (135) | The One Where Chandler Can’t Cry         | Ten, w którym Chandler nie płacze                                                                  | 10 lutego 2000       | 12 listopada 2000 (Canal+ Polska), 17 kwietnia 2003 (Polsat)    |
| Chandler przyznaje, że odkąd był dzieckiem nie płakał. Phoebe odkrywa, że jej siostra bliźniaczka Ursula występuje w filmach pornograficznych używając imienia Phoebe. Rachel próbuje wszystkiego, aby Ross przestał umawiać się z Jill. |                                          | |                      |                                                                 |
| 15 (136) | The One That Could Have Been: Part 1     | Ten co mógł być: część 1                                                                           | 17 lutego 2000       | 19 listopada 2000 (Canal+ Polska), 22 kwietnia 2003 (Polsat)    |
| Gdy Rachel dowiaduje się, że jej były narzeczony Barry rozwodzi się z Mindy, przyjaciele zastanawiają się, jak wyglądałoby ich życie, gdyby ich losy potoczyły się inaczej: gdyby Ross był nadal mężem Carol, gdyby Rachel wyszła za Barry’ego, gdyby Phoebe przyjęła pracę w dużej korporacji, gdyby Chandler rzucił swoją pracę, gdyby Joey nadal występował w operze mydlanej Dni naszego życia i gdyby Monica nadal była gruba. |                                          | |                      |                                                                 |
| 16 (137) | The One That Could Have Been: Part 2     | Ten co mógł być: część 2                                                                           | 17 lutego 2000       | 26 listopada 2000 (Canal+ Polska), 24 kwietnia 2003 (Polsat)    |
| W dalszym ciągu wydarzeń z poprzedniego odcinka gruba Monica jest dziewicą, żona Rossa darzy wyjątkową sympatią swoją koleżankę z siłowni, Rachel prawie zdradza męża z gwiazdą serialu Joeyem, pracoholiczka Phoebe dostaje zawału serca, a Chandler flirtuje z Moniką. |                                          | |                      |                                                                 |
| 17 (138) | The One with Unagi                       | Ten z unagi                                                                                        | 24 lutego 2000       | 3 grudnia 2000 (Canal+ Polska), 29 kwietnia 2003 (Polsat)       |
| Rachel i Phoebe chodzą na zajęcia z samoobrony, Ross kwestionuje ich umiejętności, opowiadając im o stanie umysłu zwanym unagi. Chandler i Monica zapominają, że mieli w tym roku samodzielnie wykonać prezenty walentynkowe. |                                          | |                      |                                                                 |
| 18 (139) | The One Where Ross Dates a Student       | Ten, w którym Ross umawia się ze studentką                                                         | 9 marca 2000         | 10 grudnia 2000 (Canal+ Polska), 1 maja 2003 (Polsat)           |
| Ross zaczyna się umawiać z jedną ze swoich studentek, Elizabeth (Alexandra Holden). W mieszkaniu Phoebe wybucha pożar i dopóki nie przejdzie ono remontu, Phoebe wprowadza się do Joeya, a Rachel do Moniki i Chandlera, ale wkrótce zamieniają się miejscami. |                                          | |                      |                                                                 |
| 19 (140) | The One with Joey’s Fridge               | Ten z lodówką Joeya                                                                                | 23 marca 2000        | 17 grudnia 2000 (Canal+ Polska), 6 maja 2003 (Polsat)           |
| Psuje się lodówka Joeya, więc próbuje on winić za awarię każdego z przyjaciół i wyłudzić od nich pieniądze na naprawę. Rachel szuka partnera na bal dobroczynny i nie potrafi wybrać między kandydatami znalezionymi dla niej przez Phoebe oraz przez Monikę i Chandlera. Nowa dziewczyna Rossa, Elizabeth, wyjeżdża na ferie, gdzie szykuje się dużo imprez.                                                                       |                                          | |                      |                                                                 |
| 20 (141) | The One with Mac and C.H.E.E.S.E.        | Ten z Mac and C.H.E.E.S.E                                                                          | 13 kwietnia 2000     | 24 grudnia 2000 (Canal+ Polska), 8 maja 2003 (Polsat)           |
| Joey stara się o rolę w serialu Mac and C.H.E.E.S.E. (ang. Computerised Humanoid Electronically Enhanced Secret Enforcer, czyli Skomputeryzowany Człekokształny Wspomagany Elektronicznie Tajny Egzekutor). Gdy Chandler nie przekazuje Joeyowi wiadomości o przesłuchaniu, ten obraża się na niego. |                                          | |                      |                                                                 |
| 21 (142) | The One Where Ross Meets Elizabeth’s Dad | Ten, w którym Ross spotyka ojca Elisabeth Ross poznaje ojca Elizabeth (wersja z dubbingiem Canal+) | 27 kwietnia 2000     | 31 grudnia 2000 (Canal+ Polska), 13 maja 2003 (Polsat)          |
| Ross poznaje ojca Elizabeth, Paula (Bruce Willis), któremu bardzo chce zaimponować. Rola Joeya w serialu jest zagrożona, ponieważ twórca robota bardzo go nie lubi. |                                          | |                      |                                                                 |
| 22 (143) | The One Where Paul’s the Man             | Ten, w którym Paul jest FACETEM                                                                    | 4 maja 2000          | 7 stycznia 2001 (Canal+ Polska), 15 maja 2003 (Polsat)          |
| Ojciec Elizabeth zabrania Rossowi nadal się z nią spotykać, grożąc, że powiadomi uniwersytet o jego romansie ze studentką. Podczas zwiedzania muzeum dziewczyny dowiadują się, że można je wynająć na ceremonię ślubną. Ponieważ najbliższy termin jest za dwa lata, postanawiają wpisać się na listę już teraz. Chandler dowiaduje się o tym przypadkiem i wpada w panikę.                                                         |                                          | |                      |                                                                 |
| 23 (144) | The One with the Ring                    | Ten z pierścionkiem Pierścionek (wersja z dubbingiem Canal+)                                       | 11 maja 2000         | 14 stycznia 2001 (Canal+ Polska), 20 maja 2003 (Polsat)         |
| Phoebe pomaga Chandlerowi w tajemnicy kupić pierścionek zaręczynowy. Rachel rozstaje się z Paulem. |                                          | |                      |                                                                 |
| 24 (145) | The One with the Proposal: Part 1        | Ten z oświadczynami: część 1                                                                       | 18 maja 2000         | 21 stycznia 2001 (Canal+ Polska), 22 maja 2003 (Polsat)         |
| Chandler planuje oświadczyny, ale jego plany psuje Richard. Na dobroczynnej aukcji Joey omyłkowo kupuje łódź za 20 000 dolarów. Ross zrywa z Elizabeth, gdy okazuje się, że nie jest zbyt dojrzała. |                                          | |                      |                                                                 |
| 25 (146) | The One with the Proposal: Part 2        | Ten z oświadczynami: część 2                                                                       | 18 maja 2000         | 28 stycznia 2001 (Canal+ Polska), 27 maja 2003 (Polsat)         |
| Monica waha się między Richardem a Chandlerem, który – aby nie zdradzić, że chce się jej oświadczyć – udaje, że nie jest zainteresowany małżeństwem. Rachel prosi Rossa, aby ożenił się z nią, gdy skończy 40 lat i nadal będzie panną, ale dowiaduje się, że Ross zawarł już taki pakt z Phoebe. |                                          | |                      |                                                                 |

## Seria 7: 2000–01
| 1 (147) | The One with Monica’s Thunder                      | Ten ze Złością Moniki Palma pierwszeństwa (wersja z dubbingiem Canal+)       | 12 października 2000 | 5 sierpnia 2001      |
| Trwa wieczór oświadczyn Chandlera. Wszyscy przygotowują się do wyjścia, aby świętować zaręczyny. Rachel jest zazdrosna o szczęście Moniki, więc w ramach pocieszenia proponuje Rossowi niezobowiązującą noc. Na pocałunku przyłapuje ich Monica, zdenerwowana, że Rachel próbuje ściągnąć na siebie całą uwagę.                                         |                                                    |                                                                              |                      |                      |
| 2 (148) | The One with Rachel’s Book                         | Ten z Książką Rachel Książka Rachel (wersja z dubbingiem Canal+)             | 12 października 2000 | 12 sierpnia 2001     |
| Joey znajduje w pokoju Rachel erotyczną powieść. Monica rozpoczyna planowanie ślubu. Phoebe tymczasowo wprowadza się do Rossa, ale ku jego niezadowoleniu, przyjmuje tam klientów jako masażystka. Chandler nie chce wydać swoich oszczędności na wystawne wesele.                                                                                      |                                                    |                                                                              |                      |                      |
| 3 (149) | The One with Phoebe’s Cookies                      | Ten z Ciasteczkami Phoebe                                                    | 19 października 2000 | 19 sierpnia 2001     |
| Przyjaciele zastanawiają się, co kupić Monice i Chandlerowi w prezencie z okazji zaręczyn. Monica prosi Phoebe o przepis jej babci na domowe ciasteczka. Rachel uczy Joeya żeglować. Chandler idzie do sauny z Rossem i panem Gellerem (Elliott Gould) i przypadkiem siada mu tam na kolanach.                                                          |                                                    |                                                                              |                      |                      |
| 4 (150) | The One with Rachel’s Assistant                    | Ten z Asystentem Rachel                                                      | 26 października 2000 | 26 sierpnia 2001     |
| Rachel dostaje awans i zatrudnia przystojnego młodego asystenta, Taga (Eddie Cahill). Joey próbuje wrócić do serialu Dni naszego życia. Monica i Chandler zdradzają sobie tajemnice z przeszłości. |                                                    |                                                                              |                      |                      |
| 5 (151) | The One with the Engagement Picture                | Ten z Zaręczynowym Zdjęciem                                                  | 2 listopada 2000     | 6 września 2001      |
| Monica i Chandler idą do fotografa, ale Chandler nie potrafi naturalnie uśmiechnąć się do zdjęcia. Phoebe umawia się z chłopakiem, którego była żona chodzi z Rossem. Rachel jest zakochana w swoim nowym asystencie. |                                                    |                                                                              |                      |                      |
| 6 (152) | The One with the Nap Partners                      | Ten z Partnerską Drzemką Wspólna drzemka (wersja z dubbingiem Canal+)        | 9 listopada 2000     | 13 września 2001     |
| Joey i Ross zasypiają razem podczas oglądania filmu. Phoebe i Rachel rywalizują o to, która z nich zostanie druhną Moniki na jej ślubie. Monika dowiaduje się, że Chandler w przeszłości zerwał z dziewczyną, kiedy ta przytyła i zmusza go, by ją odnalazł i ją za to przeprosił.                                                                      |                                                    |                                                                              |                      |                      |
| 7 (153) | The One with Ross’ Library Book                    | Ten z Działem Bibliotecznym Rossa Książka Rossa (wersja z dubbingiem Canal+) | 16 listopada 2000    | 20 września 2001     |
| Monica przypadkiem spotyka Janice, która wprasza się na jej ślub. Ross dowiaduje się, że dział uczelnianej biblioteki, w którym znajduje się jego praca doktorska, to miejsce, gdzie studenci umawiają się na randki. Rachel i Phoebe znajdują dla Joeya idealną dziewczynę (Kristin Davis).                                                            |                                                    |                                                                              |                      |                      |
| 8 (154) | The One Where Chandler Doesn’t Like Dogs           | Ten, w którym Chandler Nie Lubi Psów Psia fobia (wersja z dubbingiem Canal+) | 23 listopada 2000    | 27 września 2001     |
| W Święto Dziękczynienia przyjaciele odkrywają, że Phoebe w tajemnicy opiekuje się psem. Okazuje się, że Chandler nie lubi psów. Po tym jak Tag zerwał ze swoją dziewczyną, zakochana w nim Rachel próbuje go poderwać i się całują. Ross, Chandler i Joey grają w grę, która polega na wymienieniu wszystkich amerykańskich stanów.                     |                                                    |                                                                              |                      |                      |
| 9 (155) | The One with All the Candy                         | Ten z Cukierkami                                                             | 7 grudnia 2000       | 4 października 2001  |
| Monica robi cukierki dla sąsiadów i staje się bardzo lubiana. Rachel i Tag trzymają swój związek w tajemnicy przed kolegami z pracy. Ross kupuje Phoebe rower i uczy ją jeździć. |                                                    |                                                                              |                      |                      |
| 10 (156) | The One with the Holiday Armadillo                 | Ten ze Świątecznym Pancernikiem                                              | 14 grudnia 2000      | 11 października 2001 |
| Ross chce opowiedzieć Benowi o święcie Chanuka, ale syn upiera się przy tradycji Św. Mikołaja. Phoebe chce, aby Rachel z powrotem wprowadziła się do jej mieszkania, więc podstępem próbuje ją wygonić z mieszkania Joeya. |                                                    |                                                                              |                      |                      |
| 11 (157) | The One with All the Cheesecakes                   | Ten z Sernikiem                                                              | 4 stycznia 2001      | 18 października 2001 |
| Chandler i Rachel zjadają pyszny sernik, który omyłkowo został dostarczony do niewłaściwego mieszkania. Ross otrzymuje zaproszenie na wesele kuzynki, która nie zaprasza Moniki. Ta jednak wybiera się na imprezę jako osoba towarzysząca Rossowi. Phoebe spotyka po latach swoją dawną miłość, Davida (Hank Azaria).                                   |                                                    |                                                                              |                      |                      |
| 12 (158) | The One Where They’re Up All Night                 | Ten, w którym Nie Śpią Całą Noc                                              | 11 stycznia 2001     | 25 października 2001 |
| Wszyscy przyjaciele spędzają bezsenną noc: Joey i Ross próbują zejść z dachu kamienicy, na którym utknęli; Chandler i Monica nie mogą spać, więc Chandler namawia Monikę na seks, podczas którego ona zasypia; Phoebe nie daje spokoju alarm przeciwpożarowy w jej mieszkaniu, Rachel i Tag wracają do biura, aby wysłać opóźnione dokumenty.           |                                                    |                                                                              |                      |                      |
| 13 (159) | The One Where Rosita Dies                          | Ten, w Którym Rosita Umiera                                                  | 1 lutego 2001        | 1 listopada 2001     |
| Rachel przypadkiem psuje ulubiony fotel Joeya, ale pod ich nieobecność Chandler podmienia go na swój identyczny fotel, myśląc, że to on go zepsuł. Phoebe dostaje pracę w telemarketingu a jej pierwszym rozmówcą jest niedoszły samobójca. Ross i Monica odwiedzają ojca, który chce sprzedać dom.                                                     |                                                    |                                                                              |                      |                      |
| 14 (160) | The One Where They All Turn Thirty                 | Ten, w Którym Wszystkim Stuka Trzydziestka                                   | 8 lutego 2001        | 8 listopada 2001     |
| Podczas 30. urodzin Rachel wszyscy przypominają sobie swoje 30. urodziny. |                                                    |                                                                              |                      |                      |
| 15 (161) | The One with Joey’s New Brain                      | Ten z Nowym Mózgiem Joeya                                                    | 15 lutego 2001       | 15 listopada 2001    |
| Joey odzyskuje rolę w serialu Dni naszego życia dzięki temu, że jedna z bohaterek, Jessica (Susan Sarandon) zostaje zamordowana, a jej mózg przeszczepiony do ciała bohatera Joeya. Ross chce zagrać na dudach na weselu Moniki i Chandlera. |                                                    |                                                                              |                      |                      |
| 16 (162) | The One with the Truth About London                | Ten z Prawdą O Londynie                                                      | 22 lutego 2001       | 22 listopada 2001    |
| Rachel pierwszy raz opiekuje się Benem i aby zyskać jego sympatię uczy go kilka żartów, co nie podoba się Rossowi. Chandler i Monica zgadzają się, aby ślubu udzielił im Joey, który zdobywa upoważnienie przez internet. Joey przygotowuje mowę, w której chce zawrzeć historię o tym, jak zaczął się związek Moniki i Chandlera.                      |                                                    |                                                                              |                      |                      |
| 17 (163) | The One with the Cheap Wedding Dress               | Ten z Tanimi Sukniami Ślubnymi                                               | 15 marca 2001        | 29 listopada 2001    |
| Monica poszukuje taniej sukni ślubnej, pomagają jej w tym Rachel i Phoebe. Ross i Joey umawiają się z tą samą dziewczyną. |                                                    |                                                                              |                      |                      |
| 18 (164) | The One with Joey’s Award                          | Ten z Nagrodą Joeya                                                          | 29 marca 2001        | 6 grudnia 2001       |
| Joey jest nominowany do nagrody za swoją rolę w serialu i na rozdanie nagród zabiera Rachel. Jeden ze studentów Rossa wyznaje mu, że się w nim zakochał i dlatego egzamin poszedł mu tak źle. Poruszony Ross zmienia mu ocenę na pozytywną. Monikę ogarnia panika, gdy zdaje sobie sprawę, że Chandler będzie jej jedynym mężczyzną już do końca życia. |                                                    |                                                                              |                      |                      |
| 19 (165) | The One with Ross and Monica’s Cousin              | Ten z Kuzynką Rossa i Moniki                                                 | 19 kwietnia 2001     | 13 grudnia 2001      |
| Joey otrzymuje rolę w filmie, w którym będzie musiał wystąpić nago. W przygotowaniach do występu pomaga mu Monica. Rossa i Monikę odwiedza ich piękna kuzynka Cassie (Denise Richards), z którą Ross zaczyna flirtować. Rachel i Phoebe zapraszają przypadkowe osoby na przyjęcie zorganizowane dla Moniki.                                             |                                                    |                                                                              |                      |                      |
| 20 (166) | The One with Rachel’s Big Kiss                     | Ten z Wielkim Pocałunkiem Rachel                                             | 26 kwietnia 2001     | 20 grudnia 2001      |
| Rachel spotyka koleżankę ze studiów, Melissę (Winona Ryder), z którą kiedyś się całowała, jednak Melissa nic takiego nie pamięta. Rachel pomaga Chandlerowi wybrać garnitur na ślub z kolekcji Ralpha Laurena. |                                                    |                                                                              |                      |                      |
| 21 (167) | The One with the Vows                              | Ten z Przysięgami                                                            | 3 maja 2001          | 27 grudnia 2001      |
| Monica i Chandler piszą swoje przysięgi ślubne, wspominając swoje dotychczasowe wspólne przeżycia. |                                                    |                                                                              |                      |                      |
| 22 (168) | The One with Chandler’s Dad                        | Ten z Tatą Chandlera                                                         | 10 maja 2001         | 3 stycznia 2002      |
| Rachel kradnie Rossowi kluczyki do porsche Moniki. Joey odkrywa, że nowy chłopak Phoebe nosi jej bieliznę. Chandler nie chce zaprosić swojego ojca-transwestytę (Kathleen Turner) na wesele. |                                                    |                                                                              |                      |                      |
| 23 (169) | The One with Monica and Chandler’s Wedding: Part 1 | Ten ze Ślubem Moniki i Chandlera: Część 1                                    | 17 maja 2001         | 10 stycznia 2002     |
| Joey niespodziewanie otrzymuje rolę w filmie wojennym, gdzie gra ze znanym aktorem (Gary Oldman), który wypowiadając swoje kwestie pluje mu w twarz. Chandler wpada w panikę z powodu zbliżającego się ślubu i znika. Phoebe znajduje test ciążowy w łazience Moniki.                                                                                   |                                                    |                                                                              |                      |                      |
| 24 (170) | The One with Monica and Chandler’s Wedding: Part 2 | Ten ze Ślubem Moniki i Chandlera: Część 2                                    | 17 maja 2001         | 17 stycznia 2002     |
| Ross szuka Chandlera, a Rachel próbuje opóźnić przygotowania Moniki do ślubu. |                                                    |                                                                              |                      |                      |

## Seria 8: 2001–02
| 1 (171) | The One After I Do                        | Ten Po „Tak”                                | 27 września 2001     | 5 września 2002      |
| Trwa wesele Moniki i Chandlera. Monica zaprzecza, że test ciążowy należał do niej, więc Phoebe udaje że to ona jest w ciąży, gdy zdaje sobie sprawę, że test należał do Rachel, a ta chce to utrzymać w tajemnicy. Ross poznaje na weselu Monę (Bonnie Somerville), którą próbuje poderwać. Joey próbuje zaimponować nowemu chłopakowi pani Bing, który jest producentem na Broadwayu. Monica odkrywa, że to Rachel jest w ciąży, ale ta nie chce powiedzieć, kto jest ojcem dziecka. Chandler ma problemy z tańcem, bo bardzo ślizgają mu się buty. |                                           |                                             |                      |                      |
| 2 (172) | The One with the Red Sweater              | Ten z Czerwonym Swetrem                     | 4 października 2001  | 12 września 2002     |
| Chandler i Ross szukają zgubionych aparatów fotograficznych, którymi goście robili zdjęcia podczas wesela. Monica, Phoebe i Joey radzą Rachel, by powiedziała o ciąży ojcu dziecka. |                                           |                                             |                      |                      |
| 3 (173) | The One Where Rachel Tells...             | Ten, w Którym Rachel Mówi...                | 11 października 2001 | 19 września 2002     |
| Podczas podróży poślubnej Monica denerwuje się, że Chandler nie chce wykorzystać sytuacji i wyłudzić od organizatorów wycieczki prezentów dla nowożeńców. Joey i Phoebe włamują się do mieszkania Moniki i Chandlera, mówiąc im, że musieli wyłamać drzwi ze względu na wyciek gazu. Rachel wyznaje Rossowi, że jest z nim w ciąży, co ten bardzo źle przyjmuje. |                                           |                                             |                      |                      |
| 4 (174) | The One with the Videotape                | Ten z Kasetą                                | 18 października 2001 | 26 września 2002     |
| Przyjaciele zastanawiają się, jak doszło do tego, że Rachel jest w ciąży z Rossem, co on im wyjaśnia prezentując kasetę z odpowiednim nagraniem. |                                           |                                             |                      |                      |
| 5 (175) | The One with Rachel’s Date                | Ten z Randką Rachel                         | 25 października 2001 | 3 października 2002  |
| Phoebe umawia się z pracownikiem restauracji Moniki, a Rachel idzie na randkę z kolegą Joeya z serialu, co bardzo nie podoba się Rossowi. |                                           |                                             |                      |                      |
| 6 (176) | The One with the Halloween Party          | Ten z Halloweenowym przyjęciem              | 1 listopada 2001     | 10 października 2002 |
| Monica i Chandler organizują bal przebierańców w Halloween. Phoebe spotyka przypadkiem siostrę-bliźniaczkę Ursulę, która okłamuje swojego nowego chłopaka, Erica (Sean Penn). Rachel, wczuwając się w rolę matki, rozdaje dzieciom cukierki. |                                           |                                             |                      |                      |
| 7 (177) | The One with the Stain                    | Ten z Plamą                                 | 8 listopada 2001     | 17 października 2002 |
| Chandler zatrudnia pomoc domową, którą Monica podejrzewa o kradzież dżinsów. Eric zrywa z Ursulą i zaczyna spotykać się z Phoebe. Rachel szuka nowego mieszkania, wierząc, że Joey nie będzie chciał z nią mieszkać, gdy na świat przyjdzie dziecko. |                                           |                                             |                      |                      |
| 8 (178) | The One with the Stripper                 | Ten ze Striptizerką                         | 15 listopada 2001    | 24 października 2002 |
| Chandler dowiaduje się, że przed ich ślubem Monica miała wieczór panieński, więc w ramach rekompensaty ona organizuje mu wieczór kawalerski, zapraszając na niego striptizerkę. Rachel zaprasza Phoebe na obiad ze swoim tatą (Ron Leibman), któremu boi się wyznać, że jest w ciąży. Ross nadal spotyka się z Moną. |                                           |                                             |                      |                      |
| 9 (179) | The One with the Rumor                    | Ten z Plotką                                | 22 listopada 2001    | 31 października 2002 |
| W Święto Dziękczynienia Monica zaprasza na obiad przystojnego kolegę ze szkoły, Willa (Brad Pitt), który bardzo nie lubi Rachel. Okazuje się, że wraz z Rossem w szkole wymyślił obraźliwą plotkę na temat Rachel. |                                           |                                             |                      |                      |
| 10 (180) | The One with Monica’s Boots               | Ten z Butami Moniki                         | 6 grudnia 2001       | 7 listopada 2002     |
| Monica kupuje bardzo drogie buty, które potem okazują się niewygodne. Młodsza siostra Joeya, Dina jest w ciąży i prosi Rachel o radę. Phoebe dowiaduje się, że Ben chodzi do klasy z synem Stinga i chce zdobyć bilety na koncert. |                                           |                                             |                      |                      |
| 11 (181) | The One with Ross’s Step Forward          | Ten, w Którym Ross Robi Krok Dalej          | 13 grudnia 2001      | 14 listopada 2002    |
| Mona chce wysłać wspólne zdjęcie z Rossem znajomym jako kartkę świąteczną, mimo że spotykają się od niedawna. Monica nie chce przyjąć zaproszenia szefa Chandlera na kolację, więc Chandler zmyśla, że też rozstał się z żoną. Rachel przeżywa ciążową burzę hormonów, co powoduje, że ma ataki pożądania. |                                           |                                             |                      |                      |
| 12 (182) | The One Where Joey Dates Rachel           | Ten, w Którym Joey Umawia Się z Rachel      | 10 stycznia 2002     | 21 listopada 2002    |
| Phoebe daje Monice i Chandlerowi spóźniony prezent ślubny – grę Ms. Pac-Man, od której Chandler się uzależnia. Rachel tęskni za chodzeniem na randki, więc Joey się z nią umawia. |                                           |                                             |                      |                      |
| 13 (183) | The One Where Chandler Takes a Bath       | Ten, w Którym Chandler Bierze Kąpiel        | 17 stycznia 2002     | 28 listopada 2002    |
| Joey próbuje porozmawiać z Chandlerem na temat swoich uczuć do Rachel, ale nie udaje mu się wyrazić jasno. Ross i Rachel szukają imienia dla dziecka, nie znając jego płci. Monika namawia Chandlera na relaksującą kąpiel. |                                           |                                             |                      |                      |
| 14 (184) | The One with the Secret Closet            | Ten z Sekretną Szafą                        | 31 stycznia 2002     | 5 grudnia 2002       |
| Chandler próbuje dostać się do szafy, którą Monica zawsze trzyma zamkniętą. Pomaga mu w tym Joey. Rachel ma niepokojące skurcze, więc Joey zabiera ją do lekarza. Ross jest rozczarowany, że nie jest świadkiem wszystkich wydarzeń związanych z ciążą, więc proponuje Rachel, by się do niego wprowadziła. |                                           |                                             |                      |                      |
| 15 (185) | The One with the Birthing Video           | Ten z Porodem na Wideo                      | 7 lutego 2002        | 12 grudnia 2002      |
| W walentynki Chandler znajduje kasetę video w nadziei, że to film erotyczny, jaki kupiła mu Monica. Okazuje się, że to nagranie porodu, jakie Phoebe przyniosła dla Rachel. Przyjaciele z przerażeniem oglądają film. Ross nie umie powiedzieć Monie, że mieszka z Rachel. Joey ma depresję związaną z uczuciami do Rachel, więc Phoebe przyprowadza wesołego psa, który ma go pocieszyć. |                                           |                                             |                      |                      |
| 16 (186) | The One Where Joey Tells Rachel           | Ten, w Którym Joey Mówi Rachel              | 28 lutego 2002       | 19 grudnia 2002      |
| Joey zwierza się Rossowi ze swych uczuć do Rachel. Gdy ten się uspokaja, radzi Joeyowi powiedzieć o tym Rachel. Phoebe spotyka się z chłopakiem, którego uważa za bratnią duszę Moniki. |                                           |                                             |                      |                      |
| 17 (187) | The One with the Tea Leaves               | Ten z Herbacianymi Fusami                   | 7 marca 2002         | 26 grudnia 2002      |
| Joey i Rachel unikają się, więc aby poprawić ich relacje, Rachel wymyśla problem, w którego rozwiązaniu ma jej pomóc Joey. Monica i Chandler sortują płyty CD, a Phoebe wyczytuje w swoich fusach z herbaty, że spotka wymarzonego mężczyznę. Ross próbuje odzyskać od Mony swoją „łososiową” koszulę. |                                           |                                             |                      |                      |
| 18 (188) | The One in Massapequa                     | Ten w Massapequa                            | 28 marca 2002        | 2 stycznia 2003      |
| Przyjaciele uczestniczą w przyjęciu rocznicowym rodziców Moniki i Rossa. Ross i Rachel udają, że są małżeństwem, kiedy goście chętnie obdarowują ich hojnymi prezentami. Monica próbuje za wszelką cenę wygłosić wzruszające przemówienie. Nowy chłopak Phoebe, Parker (Alec Baldwin) jest ekstremalnie pozytywną osobą. |                                           |                                             |                      |                      |
| 19 (189) | The One with Joey’s Interview             | Ten z Wywiadem Joeya                        | 4 kwietnia 2002      | 9 stycznia 2003      |
| Joey udziela wywiadu magazynowi poświęconemu operom mydlanym i prosi przyjaciół, aby przysłuchiwali się rozmowie, pilnując, by nie popełnił gafy. |                                           |                                             |                      |                      |
| 20 (190) | The One with the Baby Shower              | Ten z Przedpępkówką                         | 25 kwietnia 2002     | 16 stycznia 2003     |
| Monica organizuje przyjęcie z okazji ciąży Rachel, na które zaprasza mamę Rachel dopiero w ostatniej chwili. W ramach przeprosin stara się jej za wszelką cenę podlizać. Mama Rachel oferuje swoją pomoc w wychowaniu dziecka. Chłopcy grają w skomplikowaną grę, którą jako teleturniej chce prowadzić Joey. |                                           |                                             |                      |                      |
| 21 (191) | The One with the Cooking Class            | Ten z Lekcjami Gotowania                    | 2 maja 2002          | 23 stycznia 2003     |
| Monica otrzymuje negatywną recenzję na temat swojej restauracji, więc aby przekonać krytyka do swoich potraw, odwiedza go podczas jego zajęć i każe spróbować swojej zupy. Później wraz z Joeyem bierze udział w lekcji gotowania dla początkujących. Phoebe pomaga Chandlerowi przygotować się do rozmowy o pracę. Ross i Rachel robią duże zakupy dla dziecka w sklepie, w którym piękna Katie, poznana przez Rossa sprzedawczyni podrywa go, a pózniej przychodzi do jego mieszkania i umawia się z nim na randkę.                                |                                           |                                             |                      |                      |
| 22 (192) | The One Where Rachel Is Late              | Ten, w Którym Rachel Się Spóźnia            | 9 maja 2002          | 30 stycznia 2003     |
| Mija termin porodu Rachel, ale ta nadal jest w ciąży i staje się z tego powodu bardzo nieprzyjemna. Chcąc przyspieszyć poród, namawia Rossa do seksu, co według lekarza ma pomóc. Phoebe i Monica zakładają się, w który dzień przyjdzie na świat dziecko Rossa i Rachel. Joey zabiera Chandlera na premierę swojego filmu, ale ten zasypia podczas projekcji. |                                           |                                             |                      |                      |
| 23 (193) | The One Where Rachel Has the Baby: Part 1 | Ten, w Którym Rachel Rodzi Dziecko: Część 1 | 16 maja 2002         | 6 lutego 2003        |
| Rachel zaczyna rodzić, ale poród trwa bardzo długo. W szpitalu jest przy niej Ross, a przez ich pokój przewijają się różne pacjentki, w tym m.in. Janice. Phoebe podrywa atrakcyjnego pacjenta i prosi Joeya, aby udając lekarza dowiedział się o nim więcej. Monica i Chandler rozmawiają o posiadaniu własnych dzieci. |                                           |                                             |                      |                      |
| 24 (194) | The One Where Rachel Has the Baby: Part 2 | Ten, w Którym Rachel Rodzi Dziecko: Część 2 | 16 maja 2002         | 13 lutego 2003       |
| Po 48-godzinnym porodzie na świat przychodzi Emma. Janice ostrzega Rachel przed samotnym macierzyństwem. Mama Rossa daje mu stary pierścionek zaręczynowy, który proponuje wręczyć Rachel. Joey go znajduje i Rachel – myśląc, że ten się oświadcza – zgadza się na ślub. |                                           |                                             |                      |                      |

## Seria 9: 2002–03
| 1 (195) | The One Where No One Proposes          | Ten gdzie nie było oświadczyn                     | 26 września 2002     | 6 listopada 2003  |
| Monica i Chandler postanawiają, że są gotowi na dziecko i dokonują prób w różnych miejscach w szpitalu. Joey próbuje porozmawiać z Rossem na temat Rachel, ale ciągle coś mu w tym przeszkadza. |                                        |                                                   |                      |                   |
| 2 (196) | The One Where Emma Cries               | Ten, w którym Emma płacze                         | 3 października 2002  | 13 listopada 2003 |
| Rachel nie wie co zrobić, aby Emma przestała płakać. Zmęczony Chandler zasypia na spotkaniu w pracy i nieświadomie zgadza się na oddelegowanie do zamiejscowego biura jego firmy w Tulsie. Joey i Ross kłócą się na temat Rachel. |                                        |                                                   |                      |                   |
| 3 (197) | The One with the Pediatrician          | Ten z pediatrą                                    | 10 października 2002 | 20 listopada 2003 |
| Chandler wyjeżdża do Tulsy bez Moniki, która otrzymała propozycję wymarzonej pracy w Nowym Jorku. Joey i Phoebe aranżują dla siebie wzajemnie randki w ciemno. Rachel odkrywa, że Ross nadal korzysta z usług lekarza, który w dzieciństwie był jego pediatrą. |                                        |                                                   |                      |                   |
| 4 (198) | The One with the Sharks                | Ten z rekinami                                    | 17 października 2002 | 27 listopada 2003 |
| Monika sądzi, że Chandlera podnieca oglądanie filmów o rekinach. Ross niechcący uświadamia Phoebe, że nigdy nie była w dłuższym związku, czym wprawia ją w rozpacz. Aby naprawić swój błąd, Ross postanawia porozmawiać z nowym chłopakiem Phoebe, Mikiem (Paul Rudd), i zmyśla, że Phoebe była kiedyś w długim związku z mężczyzną o imieniu Vikram.                                                                             |                                        |                                                   |                      |                   |
| 5 (199) | The One with Phoebe’s Birthday Dinner  | Ten z kolacją urodzinową Phoebe                   | 31 października 2002 | 4 grudnia 2003    |
| Phoebe świętuje swoje urodziny w eleganckiej restauracji, ale wszyscy spóźniają się na kolację. |                                        |                                                   |                      |                   |
| 6 (200) | The One with the Male Nanny            | Ten z męską nianią                                | 7 listopada 2002     | 11 grudnia 2003   |
| Ross i Rachel zatrudniają nianię-mężczyznę (Freddie Prinze Jr.) do opieki nad Emmą. Phoebe po latach znów spotyka swoją dawną miłość, Davida (Hank Azaria), mimo że aktualnie jest związana z Mikiem. Chandler czuje się zagrożony, słysząc, że nowy kolega z pracy Moniki to najśmieszniejszy mężczyzna jakiego poznała. |                                        |                                                   |                      |                   |
| 7 (201) | The One with Ross’s Inappropriate Song | Ten, w którym Ross śpiewa nieodpowiednią piosenkę | 14 listopada 2002    | 18 grudnia 2003   |
| Ross znajduje nietypowy sposób na rozśmieszenie Emmy – śpiewa jej raperską piosenkę o obraźliwych słowach („Baby Got Back” Sir Mix-a-Lota). Joey chce zainwestować swoje oszczędności, więc Monica radzi mu kupić nieruchomość, na przykład mieszkanie Richarda. Podczas oglądania lokalu Joey i Chandler znajdują tam kasetę z napisem „Monica”. Rachel uczy Phoebe jak dobrze wypaść na eleganckiej kolacji z rodzicami Mike’a. |                                        |                                                   |                      |                   |
| 8 (202) | The One with Rachel’s Other Sister     | Ten z inną siostrą Rachel                         | 21 listopada 2002    | 25 grudnia 2003   |
| W Święto Dziękczynienia Rachel odwiedza jej druga siostra, niekulturalna Amy (Christina Applegate), która zastanawia się, do kogo trafiłaby Emma, gdyby Rachel i Ross umarli. Monica każe wszystkim ostrożnie obchodzić się z jej zastawą stołową. |                                        |                                                   |                      |                   |
| 9 (203) | The One with Rachel’s Phone Number     | Ten z numerem Rachel                              | 5 grudnia 2002       | 1 stycznia 2004   |
| Rachel i Phoebe wychodzą razem do klubu, gdzie atrakcyjny mężczyzna prosi o numer telefonu Rachel. W międzyczasie Ross i Mike spędzają bardzo niezręczny wieczór w domu. Chandler tłumaczy Joeyowi, że nie może iść z nim na mecz koszykówki, ponieważ nie wraca tego dnia do Nowego Jorku, podczas gdy naprawdę chce spędzić wieczór z Moniką. Gdy Joey zastaje Monikę w seksownej bieliźnie, podejrzewa, że ta zdradza męża.    |                                        |                                                   |                      |                   |
| 10 (204) | The One with Christmas in Tulsa        | Ten ze Świętami w Tulsa                           | 12 grudnia 2002      | 8 stycznia 2004   |
| Chandler jest zmuszony spędzić święta w Tulsie, gdzie podrywa go koleżanka z pracy, Wendy (Selma Blair). Monica jest zazdrosna. |                                        |                                                   |                      |                   |
| 11 (205) | The One Where Rachel Goes Back to Work | Ten, w którym Rachel wraca do pracy               | 9 stycznia 2003      | 15 stycznia 2004  |
| Rachel dowiaduje się, że jej miejsce w pracy zostało zajęte przez nowego kolegę, Gavina (Dermot Mulroney), więc postanawia wcześniej wrócić do firmy. Phoebe dostaje pracę jako statystka na planie serialu, w którym występuje Joey. Monica bardzo chce mieć dziecko z Chandlerem. Gdy ten ma wątpliwości ze względu na świeżo utraconą pracę, Monica pomaga mu znaleźć nową.                                                    |                                        |                                                   |                      |                   |
| 12 (206) | The One with Phoebe’s Rats             | Ten ze szczurami Phoebe                           | 16 stycznia 2003     | 22 stycznia 2004  |
| Ross zatrudnia nową nianię dla Emmy, Molly (Melissa George), która bardzo podoba się Joeyowi. Mike znajduje szczura w mieszkaniu Phoebe. Rachel dzieli biuro z Gavinem. |                                        |                                                   |                      |                   |
| 13 (207) | The One Where Monica Sings             | Ten, w którym Monica śpiewa                       | 30 stycznia 2003     | 29 stycznia 2004  |
| Monica śpiewa podczas wieczoru karaoke w barze, gdzie Mike gra na pianinie. Wszystkim podoba się jej występ, ale głównie dlatego, że w świetle jupiterów bluzka Moniki jest prześwitująca. Ross nie potrafi przeboleć tego, że Rachel całowała się z Gavinem. Chandler depiluje Joeyowi brwi. |                                        |                                                   |                      |                   |
| 14 (208) | The One with the Blind Dates           | Ten z randkami w ciemno                           | 6 lutego 2003        | 5 lutego 2004     |
| Joey i Phoebe uważają, że Ross i Rachel powinni być razem, więc umawiają ich na fatalne randki w ciemno. Chandler i Monica opiekują się Emmą, ale postanawiają wykorzystać ostatni dzień owulacji Moniki i w sąsiednim pokoju uprawiają seks. |                                        |                                                   |                      |                   |
| 15 (209) | The One with the Mugging               | Ten z napadem                                     | 13 lutego 2003       | 12 lutego 2004    |
| Podczas spaceru na Rossa i Phoebe napada mężczyzna, który okazuje się dawnym znajomym Phoebe. Ross bardzo to przeżywa, ponieważ był kiedyś napadnięty jako nastolatek. Chandler szuka pracy w dziedzinie reklamy. |                                        |                                                   |                      |                   |
| 16 (210) | The One with the Boob Job              | Ten z operacją piersi                             | 20 lutego 2003       | 19 lutego 2004    |
| Gdy Chandler odkrywa, że Monica pożyczyła pieniądze od Joeya, ten kłamie, że potrzebowała ich na operację powiększenia biustu. Phoebe proponuje Mike’owi, by się do niej wprowadził. Rachel zabezpiecza mieszkanie przed dzieckiem. |                                        |                                                   |                      |                   |
| 17 (211) | The One with the Memorial Service      | Ten z serwisem pamięciowym                        | 13 marca 2003        | 26 lutego 2004    |
| Chandler i Ross żartują z siebie nawzajem na stronie internetowej absolwentów swojej szkoły, gdzie Chandler pisze, że Ross umarł. Joey nie chce oddać Emmie swojego pluszowego pingwina o imieniu Hugsy. Monica pomaga Phoebe zapomnieć o Mike’u. |                                        |                                                   |                      |                   |
| 18 (212) | The One with the Lottery               | Ten z loterią                                     | 3 kwietnia 2003      | 4 marca 2004      |
| Wróżka przepowiada Phoebe, że wygra na loterii, więc wszyscy oprócz sceptycznego Rossa kupują losy. Chandler czeka na wiadomość, czy udało mi się zdobyć pracę w firmie reklamowej. Rachel i Ross czekają z niecierpliwością na pierwsze słowo Emmy. |                                        |                                                   |                      |                   |
| 19 (213) | The One with Rachel’s Dream            | Ten ze snem Rachel                                | 17 kwietnia 2003     | 11 marca 2004     |
| Joey zaprasza Rachel na plan serialu Dni naszego życia, w którym będzie grał romantyczną scenę. Na skutek tego Rachel ma romantyczny sen o Joeyu. Chandler zaskakuje Monikę spontanicznym wyjazdem na weekend do Vermont, ale ze względu na ilość pracy Monica zostaje w restauracji, a Chandler wyjeżdża z Rossem. Phoebe śpiewa przed restauracją Moniki, co odstrasza niektórych klientów.                                     |                                        |                                                   |                      |                   |
| 20 (214) | The One with the Soap Opera Party      | Ten z przyjęciem opery mydlanej                   | 24 kwietnia 2003     | 18 marca 2004     |
| Joey organizuje w tajemnicy przyjęcie dla kolegów z planu serialu, wysyłając przyjaciół w tym czasie do teatru. Wszyscy oprócz Chandlera jednak dowiadują się o przyjęciu. Rossowi podoba się jego nowa koleżanka z pracy, Charlie (Aisha Tyler). |                                        |                                                   |                      |                   |
| 21 (215) | The One with the Fertility Test        | Ten z testem na płodność                          | 1 maja 2003          | 25 marca 2004     |
| Monica i Chandler wykonują testy w klinice leczenia niepłodności, gdzie spotykają Janice. Rachel obiecuje Phoebe nie skorzystać z darmowego masażu w sieciowym gabinecie. Ross pomaga Joeyowi przygotować się do randki z Charlie. |                                        |                                                   |                      |                   |
| 22 (216) | The One with the Donor                 | Ten z dawcą                                       | 8 maja 2003          | 1 kwietnia 2004   |
| Chandler zaprasza na domowy obiad kolegę z pracy, którego chciałby poprosić, aby został dawcą nasienia. Ross próbuje zaimponować profesorowi, który podejmuje decyzję o wyznaczeniu głównego mówcy na dużej konferencji paleontologicznej. Rachel, Phoebe i Charlie idą razem na zakupy, podczas których Rachel zwierza się Phoebe, że podoba się jej Joey. Phoebe przypadkiem spotyka znów po latach swoją dawną miłość, Davida. |                                        |                                                   |                      |                   |
| 23 (217) | The One in Barbados: Part 1            | Ten na Barbadosie: część 1                        | 15 maja 2003         | 8 kwietnia 2004   |
| Chandler radzi Davidowi, aby bardziej zaangażował się w związek z Phoebe, choć ta nadal jest zakochana w Mike’u. Przyjaciele razem wyjeżdżają na Barbados, gdzie Ross i Charlie biorą udział w konferencji. Z powodu dużej wilgoci włosy Moniki nabierają sporej objętości. Rachel zastanawia się, czy wyznać Joeyowi swoje uczucia.                                                                                              |                                        |                                                   |                      |                   |
| 24 (218) | The One in Barbados: Part 2            | Ten na Barbadosie: część 2                        | 15 maja 2003         | 15 kwietnia 2004  |
| Charlie zrywa z Joeyem i całuje Rossa. Mike przyjmuje wyzwanie Moniki w ping-ponga. |                                        |                                                   |                      |                   |

## Seria 10: 2003–04
| 1 (219) | The One After Joey and Rachel Kiss     | Ten po pocałunku Joeya i Rachel              | Kevin S. Bright    | Andrew Reich & Ted Cohen                       | 25 września 2003     | 2 września 2004      |
| Monica, Chandler i Phoebe odkrywają, że Rachel jest z Joeyem, a Ross z Charlie. Obie pary wstrzymują dalsze kroki, zanim Joey nie porozmawia z Rossem. |                                        |                                              |                    |                                                |                      |                      |
| 2 (220) | The One Where Ross Is Fine             | Ten, w którym Ross ma się dobrze             | Ben Weiss          | Sherry Bilsing-Graham & Ellen Plummer          | 2 października 2003  | 9 września 2004      |
| Ross źle znosi wieści o związku Rachel z Joeyem. Dla rozładowania sytuacji zaprasza ich i Charlie na kolację, która okazuje się niewypałem. Frank prosi Phoebe o opiekę nad trojaczkami, a nawet o zabranie jednego z nich. Monica i Chandler odwiedzają parę, która adoptowała dziecko. |                                        |                                              |                    |                                                |                      |                      |
| 3 (221) | The One with Ross’s Tan                | Ten z opalenizną Rossa                       | Gary Halvorson     | Brian Buckner                                  | 9 października 2003  | 16 września 2004     |
| Ross korzysta z opalania natryskowego. Rachel i Joey próbują wykonać kolejny krok w swym związku. Phoebe i Monica spotykają dawną sąsiadkę, irytującą Amandę (Jennifer Coolidge). |                                        |                                              |                    |                                                |                      |                      |
| 4 (222) | The One with the Cake                  | Ten z tortem                                 | Gary Halvorson     | Robert Carlock                                 | 23 października 2003 | 23 września 2004     |
| Rachel organizuje pierwsze urodziny Emmy. Dostarczony tort, niezgodnie z zamówieniem, ma kształt penisa. Pozostali przyjaciele bawią się zabawkami Emmy. |                                        |                                              |                    |                                                |                      |                      |
| 5 (223) | The One Where Rachel’s Sister Babysits | Ten, w którym siostra Rachel pilnuje dziecka | Roger Christiansen | Dana Klein Borkow                              | 30 października 2003 | 30 września 2004     |
| Monica i Chandler pozwalają Joeyowi napisać dla nich rekomendację do adopcji. Rachel znów odwiedza jej irytująca siostra, Amy (Christina Applegate). Mike aranżuje różne sytuacje, aby oświadczyć się Phoebe. |                                        |                                              |                    |                                                |                      |                      |
| 6 (224) | The One with Ross’ Grant               | Ten ze stypendium Rossa                      | Ben Weiss          | Sebastion Jones                                | 6 listopada 2003     | 7 października 2004  |
| Monica i Rachel kłócą się, która z nich ma dostać brzydki obraz Phoebe. Joey gniewa się na Chandlera, gdy ten kłamie, że obejrzał kasetę z reklamą, w której wystąpił Joey. O tym, czy Ross otrzyma stypendium, decyduje były chłopak Charlie, Benjamin (Greg Kinnear). |                                        |                                              |                    |                                                |                      |                      |
| 7 (225) | The One with the Home Study            | Ten z domowym testem                         | Kevin S. Bright    | Mark Kunerth                                   | 13 listopada 2003    | 14 października 2004 |
| Monikę i Chandlera odwiedza pracownik socjalny, aby sprawdzić, czy ich warunki domowe sprzyjają wychowaniu dziecka. Phoebe i Mike postanawiają oddać pieniądze przeznaczone na wesele na cele dobroczynne. Rachel boi się zabrać Emmę na huśtawki. |                                        |                                              |                    |                                                |                      |                      |
| 8 (226) | The One with the Late Thanksgiving     | Ten z późnym Dziękczynieniem                 | Gary Halvorson     | Shana Goldberg-Meehan                          | 20 listopada 2003    | 28 października 2004 |
| W Święto Dziękczynienia Monika niechętnie przygotowuje kolację, na którą wszyscy się spóźniają: Phoebe i Rachel zabierają Emmę na konkurs piękności dla niemowląt, a Ross i Joey wybierają się na mecz hokeja. |                                        |                                              |                    |                                                |                      |                      |
| 9 (227) | The One with the Birth Mother          | Ten z matką                                  | David Schwimmer    | Scott Silveri                                  | 8 stycznia 2004      | 4 listopada 2004     |
| Joey umawia się z dziewczyną, która częstuje się jego jedzeniem. Rachel i Phoebe zabierają Rossa na zakupy, po których Ross zakłada na randkę podejrzanie kobiecą bluzkę. Monica i Chandler poznają ciężarną kobietę, Erikę (Anna Faris), która na skutek pomyłki wybiera ich na rodziców zastępczych dla swojego dziecka. |                                        |                                              |                    |                                                |                      |                      |
| 10 (228) | The One Where Chandler Gets Caught     | Ten, w którym Chandler zostaje nakryty       | Gary Halvorson     | Doty Abrams                                    | 15 stycznia 2004     | 11 listopada 2004    |
| W tajemnicy przed pozostałymi przyjaciółmi Monica i Chandler szukają domu na przedmieściach. Phoebe i Rachel, widząc jak Chandler wsiada do samochodu z inną kobietą, podejrzewają go o romans. |                                        |                                              |                    |                                                |                      |                      |
| 11 (229) | The One Where the Stripper Cries       | Ten, w którym striptizer płacze              | Kevin S. Bright    | David Crane & Marta Kauffman                   | 5 lutego 2004        | 18 listopada 2004    |
| Rachel i Monica urządzają dla Phoebe zbyt grzeczny wieczór panieński i na ostatnią chwilę zatrudniają nieatrakcyjnego striptizera (Danny DeVito). Joey występuje w teleturnieju. Ross i Chandler uczestniczą w zlocie absolwentów, podczas którego wspominają rok 1987. |                                        |                                              |                    |                                                |                      |                      |
| 12 (230) | The One with Phoebe’s Wedding          | Ten ze ślubem Phoebe                         | Kevin S. Bright    | Robert Carlock & Dana Klein Borkow             | 12 lutego 2004       | 25 listopada 2004    |
| Monica doprowadza Phoebe do szału jako organizator jej ślubu. Chandler i Ross próbują za wszelką cenę dostać ważną funkcję w ceremonii. Phoebe i Mike biorą ślub na pokrytej śniegiem ulicy przed kawiarnią Central Perk. |                                        |                                              |                    |                                                |                      |                      |
| 13 (231) | The One Where Joey Speaks French       | Ten, w którym Joey mówi po francusku         | Gary Halvorson     | Sherry Bilsing-Graham & Ellen Plummer          | 19 lutego 2004       | 2 grudnia 2004       |
| Ross towarzyszy Rachel w szpitalu, do którego po zawale serca trafia ojciec Rachel. Monica i Chandler oprowadzają po mieście Erikę, która nie jest pewna, kto jest ojcem jej dziecka. Phoebe pomaga Joeyowi przygotować się do castingu, podczas którego Joey ma mówić po francusku. |                                        |                                              |                    |                                                |                      |                      |
| 14 (232) | The One with Princess Consuela         | Ten z Księżną Consuelą                       | Gary Halvorson     | Robert Carlock & Tracy Reilly                  | 26 lutego 2004       | 9 grudnia 2004       |
| Gdy Phoebe w urzędzie chce zmienić nazwisko, dowiaduje się, że może je zmienić na zupełnie dowolne, więc zmienia je na księżniczka Consuela Banana Hammock. Monica i Chandler pokazują Joeyowi swój przyszły dom, w którym Joey poznaje jego dotychczasową lokatorkę (Dakota Fanning). Rachel idzie na rozmowę o nową pracę do restauracji, w której przy sąsiadującym stoliku siedzi jej dotychczasowy szef. |                                        |                                              |                    |                                                |                      |                      |
| 15 (233) | The One Where Estelle Dies             | Ten, w którym Estelle umiera                 | Gary Halvorson     | Mark Kunerth oraz David Crane & Marta Kauffman | 22 kwietnia 2004     | 16 grudnia 2004      |
| Gdy Ross dowiaduje się, że Rachel dostała propozycję pracy w Paryżu, próbuje namówić jej dotychczasowego szefa, aby z powrotem ją przyjął. Przyjaciele nie chcą, by Joey się dowiedział, że jego agentka Estelle (June Gable) umarła. Monica i Chandler oglądają dom sąsiadujący z ich domem, w którym spotykają Janice. |                                        |                                              |                    |                                                |                      |                      |
| 16 (234) | The One with Rachel’s Going Away Party | Ten z przyjęciem pożegnalnym Rachel          | Gary Halvorson     | Andrew Reich & Ted Cohen                       | 29 kwietnia 2004     | 23 grudnia 2004      |
| Podczas pożegnalnego przyjęcia przed wyjazdem do Paryża Rachel żegna się indywidualnie ze wszystkimi przyjaciółmi oprócz Rossa. W pokoju gościnnym Chandler znajduje kajdanki i zastanawia się, do kogo należą. |                                        |                                              |                    |                                                |                      |                      |
| 17 (235) | The Last One: Part 1                   | Ten Ostatni: Część 1                         | Kevin S. Bright    | Marta Kauffman & David Crane                   | 6 maja 2004          | 30 grudnia 2004      |
| Erica zaczyna rodzić. W szpitalu Chandler nie umie z nią rozmawiać, gdy na moment zostają sami. Po tym jak Ross przespał się z Rachel, odkrywa on, że nadal ją kocha. Jako prezent pożegnalny przed wyprowadzką Joey kupuje Monice i Chandlerowi kurczątko i kaczuszkę. |                                        |                                              |                    |                                                |                      |                      |
| 18 (236) | The Last One: Part 2                   | Ten Ostatni: Część 2                         | Kevin S. Bright    | Marta Kauffman & David Crane                   | 6 maja 2004          | 30 grudnia 2004      |
| Phoebe i Ross pędzą na lotnisko, z którego wylatuje Rachel. Ross wyznaje jej miłość, ale ona pomimo tego wsiada do samolotu do Paryża. Joey i Chandler żegnają się ze stołem z piłkarzykami, który muszą rozebrać, aby wydostać z niego kurczątko i kaczuszkę. Monica kończy się pakować do przeprowadzki. Ostatecznie Rachel rezygnuje z wylotu do Paryża i wraca do Rossa, gdzie oboje wyznają sobie miłość. Cała szóstka przyjaciół idzie na filiżankę kawy przed wyjazdem Chandlera i Moniki do nowego domu. |                                        |                                              |                    |                                                |                      |                      |

## Odcinki specjalne
| S1 | Friends: The Stuff You’ve Never Seen    | 15 lutego 2001 |
| Odcinek specjalny wyemitowany po 14 odcinku 7 serii.                                                                    |                                         |                |
| S2 | The One with All the Other Ones: Part 1 | 6 maja 2004    |
| Jeden z dwóch odcinków zawierających różne sceny ze wszystkich 10 sezonów serialu (wyemitowany po 16 odcinku 10 serii). |                                         |                |
| S3 | The One with All the Other Ones: Part 2 | 6 maja 2004    |
| Jeden z dwóch odcinków zawierających różne sceny ze wszystkich 10 sezonów serialu (wyemitowany po 16 odcinku 10 serii). |                                         |                |

## Przyjaciele: Spotkanie po latach: 2021
| Film | Friends: The Reunion | Przyjaciele: Spotkanie po latach | David Crane | 27 maja 2021 | 27 maja 2021 |
| Odcinek specjalny zrealizowany w formie filmu, w którym główna obsada, a także goście specjalni wspominają realizację serialu sprzed ponad dekady. |                      |                                  |             |              |              |